# Machado de Assis
Joaquim Maria Machado de Assis (Rio de Janeiro, 21 de junho de 1839 – Rio de Janeiro, 29 de setembro de 1908) foi um escritor brasileiro, amplamente reconhecido por críticos, estudiosos, escritores e leitores como o maior expoente da literatura brasileira. Sua produção literária abrangeu praticamente todos os gêneros, incluindo poesia, romance, crônica, dramaturgia, conto, folhetim, jornalismo e crítica literária. Machado de Assis testemunhou a Abolição da Escravatura e a transição política do Brasil, com o golpe da proclamação da República em substituição ao Império, além de diversos eventos significativos no final do século XIX e início do século XX, sendo um notável comentador e relator dos acontecimentos político-sociais de sua época.
Nascido no Morro do Livramento, Rio de Janeiro, de uma família pobre, mal estudou em escolas públicas e nunca frequentou universidade. Para o considerado crítico literário norte-americano Harold Bloom, Machado de Assis é o maior escritor negro de todos os tempos, embora outros estudiosos prefiram especificar que Machado era mestiço, filho de um descendente de negros alforriados e de uma portuguesa da ilha de São Miguel. Seus biógrafos notam que, interessado pela boemia e pela corte, lutou para subir socialmente abastecendo-se de superioridade intelectual e da cultura da capital brasileira. Para isso, assumiu diversos cargos públicos, passando pelo Ministério da Agricultura, do Comércio e das Obras Públicas (particularmente pela Diretoria da Agricultura), e conseguindo precoce notoriedade em jornais onde publicava suas primeiras poesias e crônicas. Machado de Assis pôde assistir, durante sua vida, que abarca o final da primeira metade do século XIX até os anos iniciais do século XX, a enormes mudanças históricas na política, na economia e na sociedade brasileira e também mundial. Em sua maturidade, reunido a intelectuais e colegas próximos, fundou e foi o primeiro presidente unânime da Academia Brasileira de Letras.
A extensa obra machadiana constitui-se de dez romances, 205 contos, dez peças teatrais, cinco coletâneas de poemas e sonetos, e mais de seiscentas crônicas. Machado de Assis é considerado o introdutor do Realismo no Brasil, com a publicação de Memórias Póstumas de Brás Cubas (1881). Embora não haja uma lista completa e definitiva de todas as traduções, sabe-se que o romance Memórias Póstumas de Brás Cubas foi traduzido para os seguintes idiomas: inglês, francês, espanhol, alemão, italiano, sueco, polonês, tcheco, russo, romeno, estoniano, holandês e esperanto. Memórias Póstumas de Brás Cubas é posto ao lado de todas suas produções posteriores, Quincas Borba, Dom Casmurro, Esaú e Jacó e Memorial de Aires, ortodoxamente conhecidas como pertencentes à sua segunda fase, em que notam-se traços de crítica social, ironia e até pessimismo, embora não haja rompimento de resíduos românticos. Dessa fase, os críticos destacam que suas melhores obras são as do que se passou a chamar de "Trilogia Realista". Sua primeira fase literária é constituída de obras como Ressurreição, A Mão e a Luva, Helena e Iaiá Garcia, onde notam-se características herdadas do Romantismo, ou "convencionalismo", como prefere a crítica moderna.
Sua obra foi de fundamental importância para as escolas literárias brasileiras do século XIX e do século XX e surge nos dias de hoje como de grande interesse acadêmico e público para entender o Brasil e o mundo. Influenciou grandes nomes das letras, como Olavo Bilac, Lima Barreto, Drummond de Andrade, John Barth, Donald Barthelme e muitos outros. Ainda em vida, alcançou fama e prestígio pelo Brasil e países vizinhos. Hoje em dia, por sua inovação literária e por sua audácia em temas sociais e precoces, é frequentemente visto como o escritor brasileiro de produção sem precedentes, de modo que, recentemente, seu nome e sua obra têm alcançado diversos críticos, influenciados, estudiosos e admiradores do mundo inteiro. Machado de Assis é considerado um dos grandes gênios da história da literatura, ao lado de autores como Dante, Shakespeare e Camões. Machado de Assis e Eça de Queiroz são considerados os dois maiores escritores em língua portuguesa do século XIX. Foi incluído na lista oficial dos Heróis Nacionais do Brasil e é homenageado pelo principal prêmio literário brasileiro, o Prêmio Machado de Assis.

## Biografia

### Primeiros anos
Machado de Assis nasceu em 21 de junho de 1839, no Morro do Livramento, no Rio de Janeiro, então capital do Império, em pleno Período Regencial. Seu pai foi Francisco José de Assis, homem mulato pintor de paredes, filho de Francisco de Assis e Inácia Maria Rosa, ambos pardos. A mãe foi a portuguesa Maria Leopoldina Machado da Câmara, branca, filha de Estêvão José Machado e Ana Rosa. Os Machado haviam emigrado para o Brasil em 1815, oriundos da Ilha de São Miguel, no arquipélago português dos Açores. Ambos os pais de Machado de Assis sabiam ler e escrever, fato incomum na sua época e classe social. Ambos eram agregados de Dona Maria José de Mendonça Barroso Pereira, esposa do falecido senador Bento Barroso Pereira, que abrigou seus pais e lhes permitiu morar junto com ela.

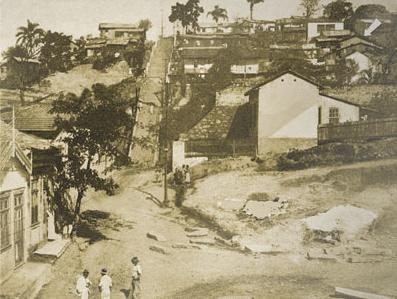
Morro do Livramento em fotografia antiga. A seta no canto superior direito mostra a casa onde Machado provavelmente nasceu e passou a infância

As terras do Livramento eram ocupadas pela chácara da família de Dona Maria José e já em 1818 o terreno começou a ser loteado de tão imenso que era, dando origem à rua Nova do Livramento. Maria José tornou-se madrinha do bebê e Joaquim Alberto de Sousa da Silveira, seu cunhado, tornou-se o padrinho, de modo que os pais de Machado resolveram homenagear os dois nomeando-o com seus nomes. Nascera junto a ele uma irmã, que morreu jovem, aos 4 anos, em 1845. Iniciou seus estudos numa escola pública da região, mas não se mostrou interessado por ela. Ocupava-se também em celebrar missas, o que lhe fez conhecer o Padre Silveira Sarmento, que, segundo certos biógrafos, se tornou seu mentor de latim e amigo.
Em seu folhetim Casa Velha, publicado de janeiro de 1885 a fevereiro de 1886 na revista carioca A Estação, e publicado pela primeira vez em livro em 1943 graças à Lúcia Miguel Pereira, Machado fornece descrição do que seria a casa principal e a capela da chácara do Livramento: "A casa, cujo lugar e direção não é preciso dizer, tinha entre o povo o nome de Casa Velha, e era-o realmente: datava dos fins do outro século. Era uma edificação sólida e vasta, gosto severo, nua de adornos. Eu, desde criança, conhecia-lhe a parte exterior, a grande varanda da frente, os dois portões enormes, um especial às pessoas da família e às visitas, e outro destinado ao serviço, às cargas que iam e vinham, às seges, ao gado que saía a pastar. Além dessas duas entradas, havia, do lado oposto, onde ficava a capela, um caminho que dava acesso às pessoas da vizinhança, que ali iam ouvir missa aos domingos, ou rezar a ladainha aos sábados". A vizinhança, de forte influência católica, frequentava a missa na capela; a casa era "uma espécie de vila ou fazenda", onde Machado passou sua infância.
Ao completar 10 anos, Machado tornou-se órfão de mãe. Mudou-se com seu pai para São Cristóvão, na Rua São Luís de Gonzaga nº 48. Seu pai viria a casar em segundas núpcias, em 18 de junho de 1854, com Maria Inês da Silva, mulata e lavadeira, mulher de grande coração que viria a ser o amparo da sua infância. Maria Inês cuidaria do menino após a morte de Francisco, algum tempo depois. Segundo escrevem alguns biógrafos, a madrasta confeccionava doces numa escola reservada para meninas e Machado teve aulas no mesmo prédio, enquanto à noite estudava língua francesa com um padeiro imigrante. Certos biógrafos notam seu imenso e precoce interesse e abstração por livros.

### Jornais, poemas e óperas

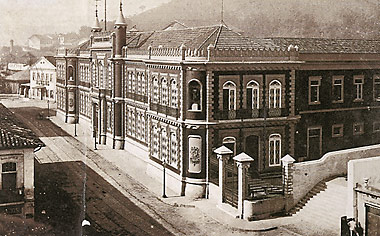
Imprensa Nacional, c.1880, onde Machado de Assis iniciou seus serviços como tipógrafo e revisor

Tudo indica que Machado evitou o subúrbio carioca e procurou a subsistência no centro da cidade. Com muitos planos e espírito aventureiro, fez algumas amizades e relacionamentos. Em 1854, publicou seu primeiro soneto, dedicado à "Ilustríssima Senhora D.P.J.A", assinando como "J. M. M. Assis", no Periódico dos Pobres. No ano seguinte, passou a frequentar a livraria do jornalista e tipógrafo Francisco de Paula Brito. Paula Brito era um humanista e sua livraria, além de vender remédios, chás, fumo de rolo, porcas e parafusos, também servia como ponto de encontro da sua Sociedade Petalógica (peta=(ê), s. f. 1. Mentira, patranha). Um tempo mais tarde, Machado se referiria à Sociedade da seguinte forma: "Lá se discutia de tudo, desde a retirada de um ministro até a pirueta da dançarina da moda, desde o dó do peito de Tamberlick até os discursos do Marquês do Paraná".
No dia 12 de janeiro de 1855, Brito publicou os poemas "Ela" e "A Palmeira" na Marmota Fluminense, revista bimensal do livreiro. Estes dois versos, reunidos junto àquele soneto para a Dona Patronilha, fazem parte da primeira produção literária de Machado de Assis. Aos dezessete anos, foi contratado como aprendiz de tipógrafo e revisor de imprensa na Imprensa Nacional, onde foi protegido e ajudado por Manuel Antônio de Almeida (que anos antes havia publicado sua magnum opus Memórias de um Sargento de Milícias), que o incentivou a seguir a carreira literária. Machado trabalhou na Imprensa Oficial de 1856 a 1858. No fim deste período, a convite do poeta Francisco Otaviano, passou a colaborar para o Correio Mercantil, importante jornal da época, escrevendo crônicas e revisando textos. Durante esta época o jovem já frequentava teatros e outros meios artísticos. Em novembro de 1859, estreava Pipelet, ópera com libreto de sua autoria baseada em Os Mistérios de Paris de Eugène Sue e com música de Ferrari. Escreveu ele sobre a apresentação:
"Abre-se segunda-feira, a Ópera Nacional com o Pipelet, ópera em actos, música de Ferrari, e poesia do Sr. Machado de Assis, meu íntimo amigo, 
meu alter ego, a quem tenho muito affecto, mas sobre quem não posso dar opinião nenhuma."
Pipelet não agrada consideravelmente o público e os folhetinistas ignoram-na. Gioacchino Giannini, que dirigiu a orquestra da ópera, sentiu-se contrariado com a orquestra e escreveu num artigo: "Não falaremos do desempenho de Pipelet. Isso seria enfadonho, horrível e espantoso para quem o viu tão regularmente no Teatro de São Pedro". O final da ópera era melancólico, com o enterro agonizante do personagem Pipelet. Machado de Assis, em 1859, escreveu que "o desempenho da mesma maneira que o primeiro, fez nutrir esperança de uma boa companhia de canto". De fato, o jovem nutria interesse na campanha de construção da Ópera Nacional. No ano seguinte a de Pipelet, produziu um libreto chamado As Bodas de Joaninha, entretanto sua repercussão foi nula. Anos mais tarde, registraria a nostalgia do folhetinismo de sua juventude.

### Crisálidas, teatros e política
Aos 21 anos de idade Machado já era uma personalidade considerada entre as rodas intelectuais cariocas. A esta altura já era conhecido por Quintino Bocaiúva, que o convidou para o Diário do Rio de Janeiro, onde Machado trabalhou intensamente como repórter e jornalista de 1860 a 1867, com Saldanha Marinho supervisionando-o. Colaborou para o Jornal das Famílias sob pseudônimos: Job, Vitor de Paula, Lara, Max, e para a Semana Ilustrada, assinando seu nome ou pseudônimos. Bocaiúva admirava o gosto de Machado pelo teatro, mas considerava suas obras destinadas à leitura e não à encenação. Com a morte do pai, Machado lhe dedica a coletânea de poesias “Crisálidas”: “À Memória de Francisco José de Assis e Maria Leopoldina Machado de Assis, meus Pais.”

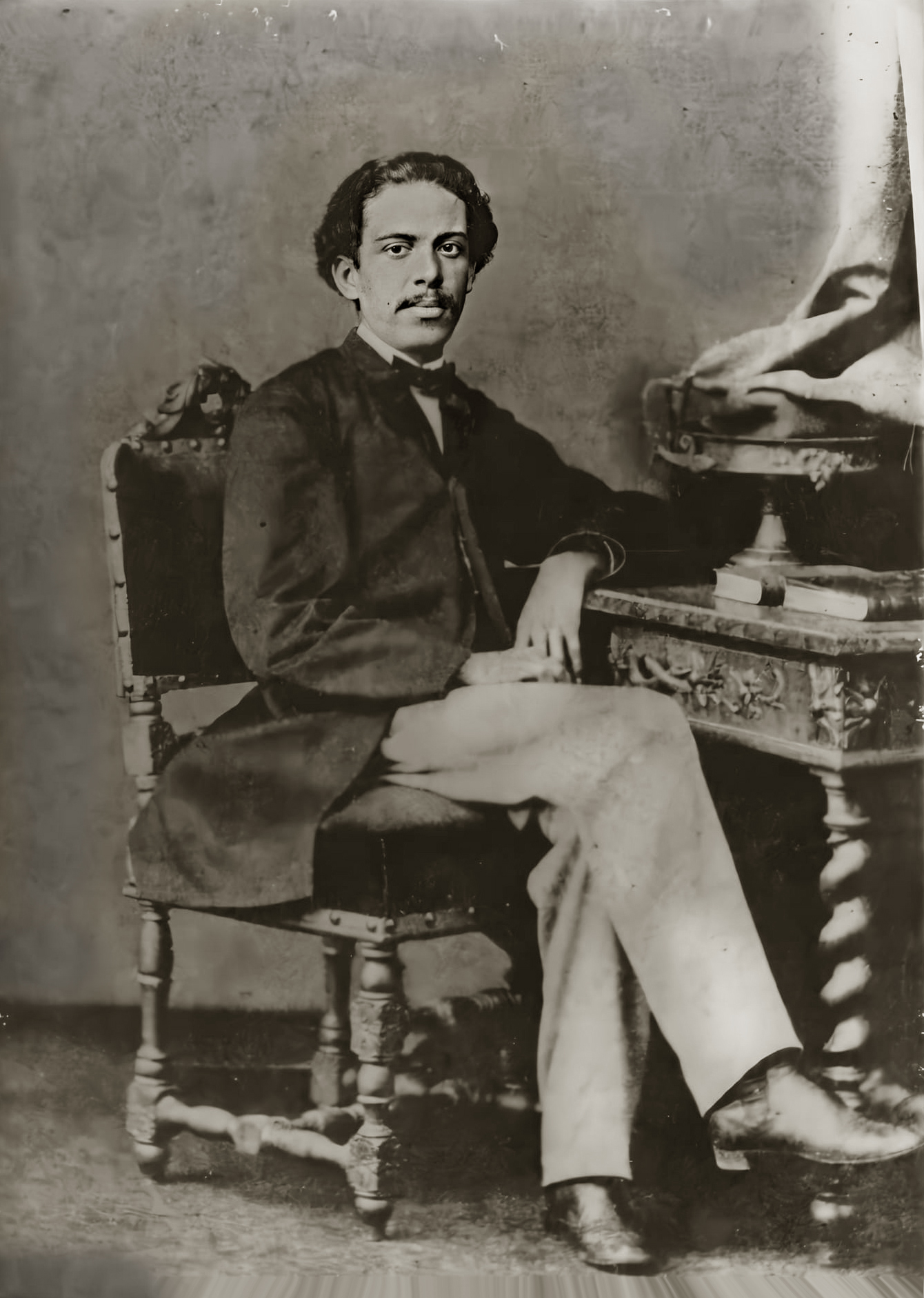
O jovem Machado aos 25 anos, 1864, gostava de teatro e lutava para subir socialmente. Foto: Insley Pacheco

Em 1865, Machado havia fundado uma sociedade artístico-literária chamada Arcádia Fluminense, onde tivera a oportunidade de promover saraus com leitura de suas poesias e estreitar contato com poetas e intelectuais da região. Com José Zapata y Amat, produziu o hino "Cantada da Arcádia", especialmente para a sociedade. Em 1866, escreveu no Diário do Rio de Janeiro: "A fundação da Arcádia Fluminense foi excelente num sentido: não cremos que ela se propusesse a dirigir o gosto, mas o seu fim decerto que foi estabelecer a convivência literária, como trabalho preliminar para obra de maior extensão". Neste ano, Machado escrevia crítica teatral e, segundo Almir Guilhermino, aprendeu a língua grega para se familiarizar cedo com Platão, Sócrates e o teatro grego. De acordo com Valdemar de Oliveira, Machado era "rato de coxia" e frequentador de rodas teatrais junto com José de Alencar, Joaquim Manuel de Macedo, e outros.

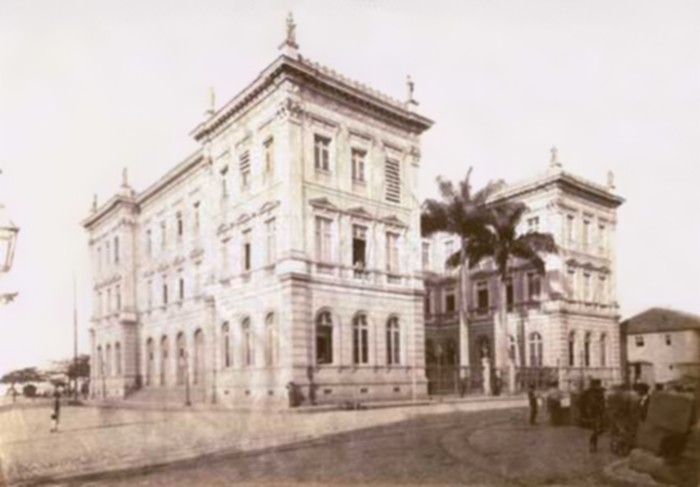
Ministério da Indústria, Viação e Obras Públicas, c. 1890, onde Machado começou a trabalhar em cargo público

No ano seguinte, 1867, subiu a escala funcional como burocrata, e no mesmo ano foi nomeado diretor-assistente do Diário Oficial por D. Pedro II. Com a ascensão do Partido Liberal pelo país, Machado acreditava que seria lembrado por seus amigos e que receberia um cargo público que melhoraria sua qualidade de vida, contudo foi em vão. À época de seu serviço no Diário do Rio de Janeiro, teve seus ideais combativos com ideias progressivas; por conta disso seu nome foi anunciado como candidato a deputado pelo Partido Liberal do Império — candidatura que logo retirou por querer comprometer sua vida somente às letras. Para sua surpresa, a ajuda veio novamente de um ato de Pedro II, com a nomeação para o cargo de assistente do diretor, e que, mais tarde, em 1888, lhe condecoraria como oficial da Ordem Da Rosa.
A esta altura já era amigo de José de Alencar, que lhe ensinou um pouco de língua inglesa. Ambos os autores, no mesmo ano, recepcionaram o ambicioso e famoso poeta Castro Alves, vindo da Bahia, na imprensa da Corte do Rio de Janeiro. Machado diria sobre o poeta baiano: "Achei uma vocação literária cheia de vida e robustez, deixando antever nas magnificências do presente as promessas do futuro". Os direitos autorais por suas publicações e crônicas em jornais e revistas, acrescido da promoção que recebera da Princesa Isabel em 7 de dezembro de 1876 como chefe de seção, rendeu-lhe 5.400$000 anuais. O menino nascido no morro havia subido de vida. Graças à sua nova posição, mudou do centro da cidade para o Bairro do Catete, na Rua do Catete nº 206, onde morou durante 6 anos, dos 37 até seus 43.

### Noivado, cartas e relacionamento

Carolina Augusta, c. 1890, casou-se com Machado

No mesmo ano ao da reunião com o poeta, Machado teria um outro encontro que mudou de vez a sua vida. Um de seus amigos, Faustino Xavier de Novaes (1820–1869), poeta residente em Petrópolis, e jornalista da revista O Futuro, estava mantendo sua irmã, a portuguesa Carolina Augusta Xavier de Novais, desde 1866 em sua casa, quando ela chegou ao Rio de Janeiro do Porto. Segundo os biógrafos, veio a fim de cuidar de seu irmão que estava enfermo, enquanto outros dizem que foi para esquecer uma frustração amorosa. Carolina despertara a atenção de muitos cariocas; muitos homens que a conheciam achavam-na atraente, e extremamente simpática. Com o poeta, jornalista e dramaturgo Machado de Assis não fora diferente. Tão logo conhecera a irmã do amigo, logo apaixonou-se. Até essa data o único livro publicado de Machado era o poético Crisálidas (1864) e também havia escrito a peça Hoje Avental, Amanhã Luva (1860), ambos sem muita repercussão. Carolina era cinco anos mais velha que ele; deveria ter uns trinta e dois anos na época do noivado. Os irmãos de Carolina, Miguel e Adelaíde (Faustino já havia morrido devido a uma doença que o levou à insanidade) não concordaram que ela se envolvesse com um mulato. Contudo, Machado de Assis e Carolina Augusta se casaram no dia 12 de Novembro de 1869.

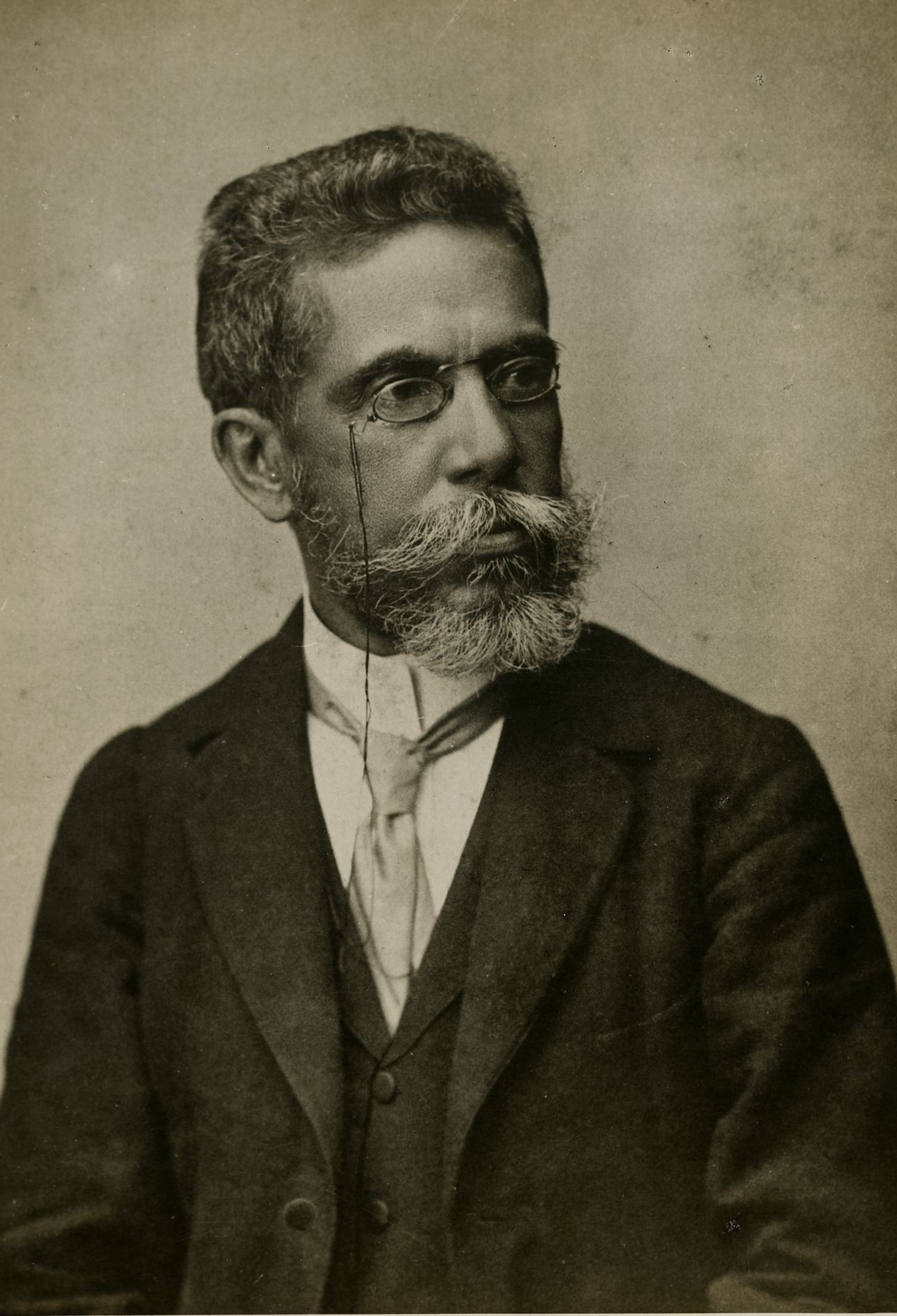
Machado aos 57 anos, 1896

Diz-se que Machado não era um homem bonito, mas era culto e elegante. Estava apaixonado por sua "Carola", apelido dado pelo marido. Entusiasmava a esposa com cartas românticas e que previam o destino dos dois; durante o noivado, em 2 de março de 1869, Machado havia escrito uma carta íntima que dizia: "...depois, querida, ganharemos o mundo, porque só é verdadeiramente senhor do mundo quem está acima das suas glórias fofas e das suas ambições estéreis". Suas cartas endereçadas a Carolina são todas assinadas como "Machadinho". Outra carta justifica uma certa complexidade no começo de seu relacionamento: "Sofreste tanto que até perdeste a consciência do teu império; estás pronta a obedecer; admiras-te de seres obedecida", o que é um mistério para os recentes estudiosos das correspondências do autor. A carta do primeiro trecho aqui transposto traz uma alusão às flores que a esposa lhe teria mandado e ele, agradecido, teria as beijado duas vezes como se beijasse a própria Carolina.
Noutro parágrafo, diz: "Tu pertences ao pequeno número de mulheres que ainda sabem amar, sentir e pensar". De fato, Carolina era extremamente culta. Apresentou a Machado os grandes clássicos portugueses e diversos autores da língua inglesa. A sobrinha-bisneta de Carolina, Ruth Leitão de Carvalho Lima, sua única herdeira, revelou numa entrevista de 2008 que, frequentemente, a esposa retificava os textos do marido durante sua ausência. Conta-se que muito provavelmente tenha influenciado no modo de Machado escrever e, consecutivamente, tenha contribuído para a transição de sua narrativa convencional à realista (ver Trilogia Realista). Não tiveram filhos. Tinham, no entanto, uma cadela tenerife (também conhecidos como bichon frisé) chamada Graziela e que certa vez se perdeu entre as ruas do bairro e, atônitos, foram achá-la dias depois na rua Bento Lisboa, no Catete.

### Casamento, histórias e lendas

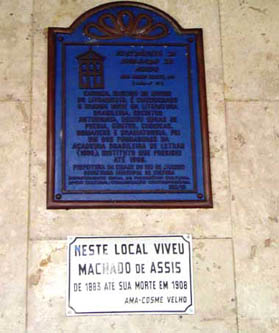
Na placa no Cosme Velho, lê-se: "Neste local viveu Machado de Assis de 1883 até sua morte em 1908"

Depois do Catete, foram morar na casa nº 18 da Rua Cosme Velho (a residência mais famosa do casal), onde ficariam até a morte. Do nome da rua surgira o apelido Bruxo do Cosme Velho, dado por conta de um episódio onde Machado queimava suas cartas em um caldeirão, no sobrado da casa, quando a vizinhança certa vez o viu e gritou: "Olha o Bruxo do Cosme Velho!". Essa história acrescida à da cachorra, para alguns biógrafos, não passa de lenda. Machado de Assis e Carolina Augusta teriam vivido uma "vida conjugal perfeita" por 35 anos. Quando os amigos certa vez desconfiaram de uma traição por parte de Machado, seguiram-no e acabaram por descobrir que ele ia todas as tardes avistar a moça do quadro de A Dama do Livro (1882), de Roberto Fontana. Ao saberem que Machado não podia comprá-lo, deram-lhe de presente, o que o deixou particularmente feliz e grato.

Casa do Cosme Velho, número 18. Nesta residência, Machado de Assis e Carolina viveram grande parte da vida

No entanto, talvez a "única nuvem negra a toldar a sua paz doméstica" tenha sido um possível caso extraconjugal que tivera durante a circulação de Memórias Póstumas de Brás Cubas. Em 18 de novembro de 1902, reverte a atividade na Secretaria da Indústria do Ministério da Viação, Indústria e Obras Públicas, como diretor-geral de Contabilidade, por decisão do ministro da Viação, Lauro Severiano Müller. Em 20 de outubro de 1904, Carolina morre aos 70 anos de idade. Foi um baque na vida de Machado, que passou uma temporada em Nova Friburgo. Segundo o biógrafo Daniel Piza, Carolina comentava com amigas que Machado deveria morrer antes para não sofrer caso ela partisse cedo. Seu casamento com Carolina fez com que ela estimulasse seu lado intelectual deficiente pelos poucos estudos a que tinha realizado na juventude e trouxe-lhe a serenidade emocional que ele tanto precisava por ter saúde frágil. As três heroínas de Memorial de Ayres chamam-se Carmo, Rita e Fidélia, o que estudiosos creem representar três aspectos da Carolina, a "mãe", "irmã" e "esposa". Machado também lhe dedicou seu último soneto, "A Carolina", em que Manuel Bandeira afirmaria, anos mais tarde, que é uma das peças mais comoventes da literatura brasileira. De acordo com alguns biógrafos o túmulo de Carolina era visitado todos os domingos por Machado.

### Academia Brasileira de Letras
Inspirados na Academia Francesa, Medeiros e Albuquerque, Lúcio de Mendonça, e o grupo de intelectuais da Revista Brasileira idealizaram e fundaram, em 1897, junto ao entusiasmado e apoiador Machado de Assis, a Academia Brasileira de Letras, com o objetivo de cultuar a cultura brasileira e, principalmente, a literatura nacional. Unanimemente, Machado de Assis foi eleito o primeiro presidente da Academia logo que ela se instalou, no dia 28 de janeiro do mesmo ano.

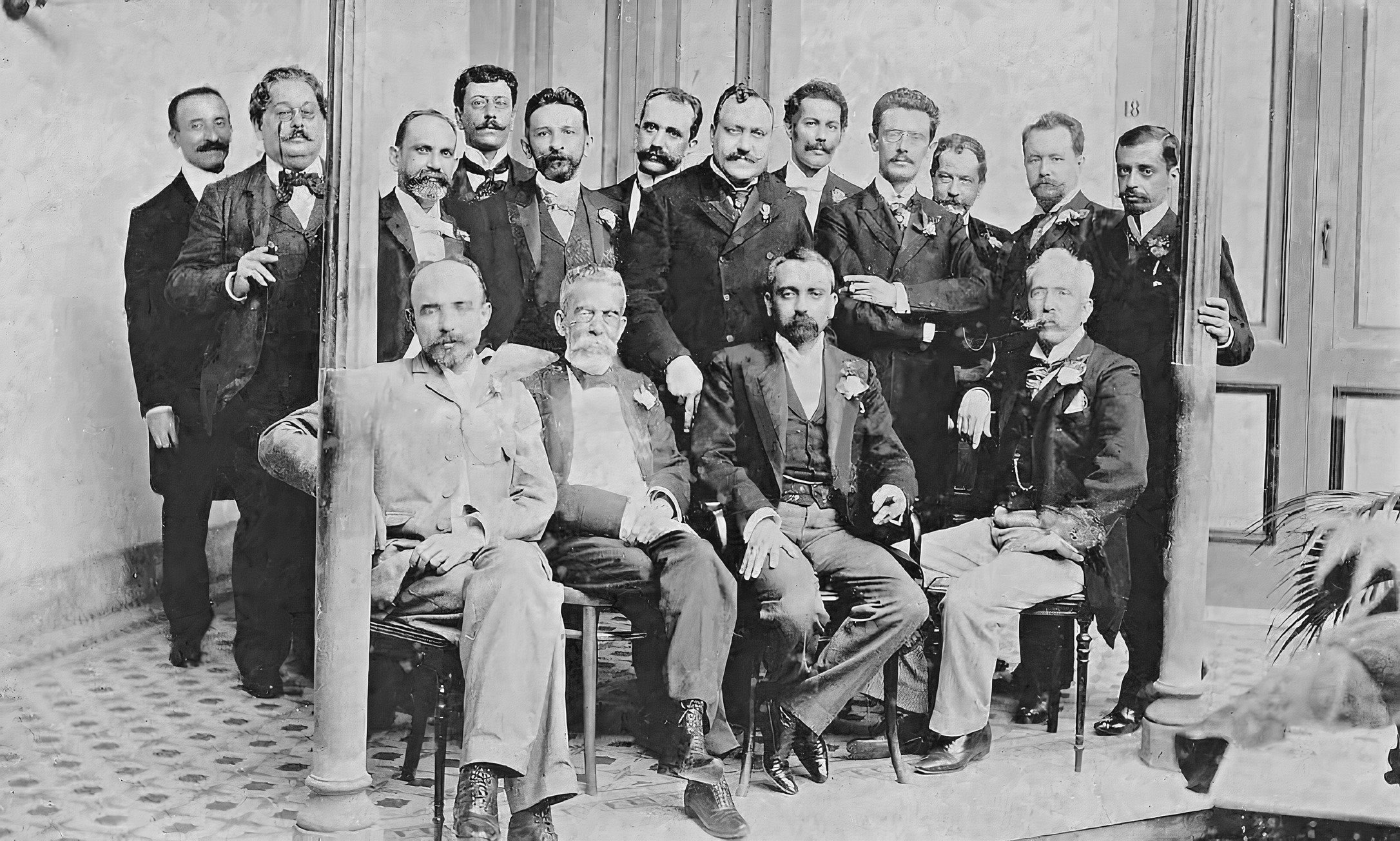
De pé: Rodolfo Amoedo, Artur Azevedo, Inglês de Sousa, Bilac, Veríssimo, Bandeira, Filinto de Almeida, Passos, Magalhães, Bernardelli, Rodrigo Octavio, Peixoto; sentados: João Ribeiro, Machado, Lúcio de Mendonça e Silva Ramos

Como escreve Gustavo Bernardo, "Quando se fala Machado fundou a Academia, no fundo o que se quer dizer é que Machado pensava na Academia. Os escritores a fundaram e precisaram de um presidente em torno do qual não houvesse discussão". No discurso inaugural, Machado aconselhou aos presentes: "Passai aos vossos sucessores o pensamento e a vontade iniciais, para que eles os transmitam também aos seus, e a vossa obra seja contada entre as sólidas e brilhantes páginas da nossa vida brasileira".
A Academia surgiu mais como um vínculo de ordem cordial entre amigos do que de ordem intelectual. No entanto, a ideia do instituto não foi bem aceita por alguns: Antônio Sales testemunhou numa página de reminiscência: "Lembro-me bem que José Veríssimo, pelo menos, não lhe fez bom acolhimento. Machado, creio, fez a princípio algumas objeções". Como presidente, Machado fazia sugestões, concordava com ideias, insinuava, mas nada impunha nem impedia aos companheiros. Era um acadêmico assíduo. Das 96 sessões que a Academia realizou durante a sua presidência, faltou somente a duas.
Em 1901, criou a "Panelinha" para a realização de festivos ágapes e encontros de escritores e artistas, como a da fotografia acima. De fato, a expressão panelinha foi inventada destes encontros, onde os convidados eram servidos em uma panela de prata, motivo pelo qual o grupo passou a ser conhecido como Panelinha de Prata. Machado devotou-se ao cargo de presidente da Academia durante 10 anos, até a sua morte. Como homenagem informal, ela passou a chamar-se "Casa de Machado de Assis". Hoje em dia a Academia abriga coleções de Olavo Bilac e Manuel Bandeira, e uma sala chamada de Espaço Machado de Assis, em homenagem ao autor, que se dedica a estudar sua vida e obra e que guarda objetos pessoais seus; além disso, a Academia possui uma rara edição de 1572 de Os Lusíadas.

### Últimos anos

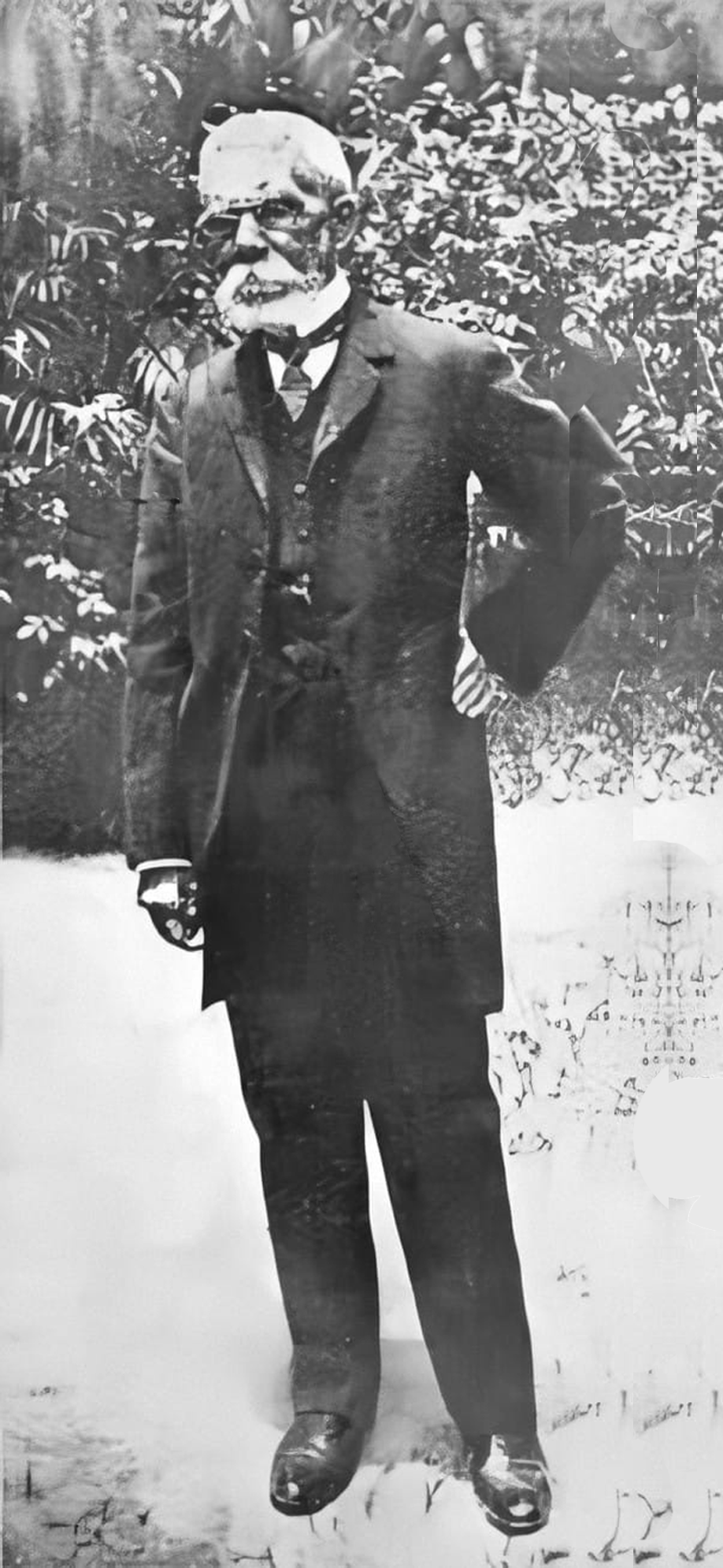
Provável última foto de Machado de Assis, publicada na edição da revista semanal argentina Caras y Caretas de 25 de janeiro de 1908, encontrada pelo pesquisador independente Felipe Pereira Rissato na Hemeroteca Digital da Biblioteca Nacional de España em 2018, inédita até então. O retrato de Machado, com legenda sem maiores detalhes a não ser o fato de ser escritor e presidente da Academia Brasileira de Letras, ilustra breve matéria sobre "homens ilustres do Brasil", entre eminentes políticos, ministros e doutores

Com a morte da esposa, entrou em profunda depressão, notada pelos amigos que lhe visitavam, e, cada vez mais recluso e doente, encaminhou-se também para sua morte. Numa carta endereçada ao amigo Joaquim Nabuco, Machado lamenta que "foi-se a melhor parte da minha vida, e aqui estou só no mundo [...]". Antes de sua morte, em 1908, e depois da morte da esposa, em 1904, Machado viu publicar suas últimas obras: Esaú e Jacó (1904), Memorial de Aires (1908), e Relíquias de Casa Velha (1906). No mesmo ano desta última obra, escreveu sua última peça teatral, Lição de Botânica. Em 1905, participou de uma sessão solene da Academia para a entrega de um ramo de carvalho de Tasso, remetido por Joaquim Nabuco. Com Relíquias, reuniu em livro mais algumas de suas produções, como também seu mais famoso soneto, "A Carolina", "preito de saudade à esposa morta". Em 1907, dá início ao seu último romance, Memorial de Aires, que é um livro norteado por uma poesia leve e tranquila e tendente à saudade.
Mesmo abalado, continuava lendo, estudando, escrevendo, continuou participando de rodas de amigos e banquetes da elite carioca como homem público, embora de forma mais rara, trabalhando como diretor-geral do Ministério da Indústria, Viação e Obras Públicas e participando ativamente também das sessões da Academia Brasileira de Letras, por ele presidida. Consta, por exemplo, que esteve presente no banquete oferecido pela Academia em 31 de outubro de 1907 ao historiador italiano Guglielmo Ferrero no Alexandra Hotel, no almoço oferecido pela Câmara dos Deputados aos políticos Carlos Peixoto e James Darcy em 29 de dezembro de 1907 na Associação Comercial do Rio de Janeiro, e no banquete oferecido pelo Ministério das Relações Exteriores à esquadra da Marinha norte-americana, em 20 de janeiro de 1908, no Palácio Monroe.
Com a eleição do diplomata e historiador Barão do Rio Branco para a Academia em outubro de 1898, a instituição tornou-se cada vez mais um instrumento de política externa. Porém, Machado não tinha certeza se queria ser estadista como Joaquim Nabuco ou simples observador mais ou menos neutro, como o personagem dos seus dois últimos livros, o Conselheiro Aires. Nesses anos finais, teria iniciado estudos da língua grega para ler Homero e outros no original, embora se aponte também que tentava se familiarizar com ela desde cedo e que apenas se aprofundou.
No primeiro dia de julho de 1908, Machado de Assis entra em licença para tratamento de saúde e nunca mais retorna ao Ministério da Viação. Para tratar dos ataques epilépticos e de outros problemas, opta tanto pela medicina tradicional quanto pela homeopatia. Lhe atende o importante médico Miguel Couto, o mesmo que tratou de sua esposa Carolina, e que lhe receita o tranquilizante brometo, sem eficácia e com efeitos colaterais. A homeopatia também não lhe traz êxitos. Personalidades ilustres, como o Barão do Rio Branco, e intelectuais ou colegas, vão visitá-lo. Em um documento manuscrito do mesmo ano, Mário de Alencar escreve, amargamente: "Venho da casa de Machado de Assis, por onde estive todo o sábado, ontem e hoje, e agora estou sem ânimo de continuar a ver-lhe o sofrimento; tenho receio de assistir ao fim que eu desejo não tarde. Eu, seu amigo e seu admirador grande, desejo que ele morra, mas não tenho coragem de o ver morrer".

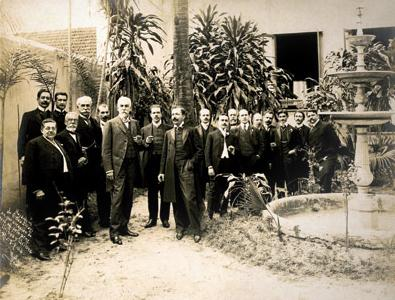
Machado de Assis, o segundo da esquerda para a direita, na fileira de baixo, junto com intelectuais e colegas, entre eles Joaquim Nabuco, em almoço oferecido pelo ministro plenipotenciário da Colômbia ao prefeito Francisco Pereira Passos em 8 de setembro de 1906 no jardim do Clube dos Diários (Cassino Fluminense)

Pesquisas e estudos machadianos recentes colaboram para um retrato mais fiel de seus últimos anos, como os cinco tomos da Correspondência de Machado de Assis, abarcando milhares de itens que percorrem toda a trajetória de sua vida. Por exemplo, em carta de 19 de julho de 1908 para o crítico José Veríssimo, no qual este comentava a impressão causada pela leitura de Memorial de Aires, Machado de Assis foi categórico: "O livro é derradeiro; já não estou em idade de folias literárias nem outras". Para o colega Mário de Alencar, comentava sobre a epilepsia em carta franca de 29 de agosto de 1908, onde lhe revelou: "Reli uma página da biografia do Flaubert; achei a mesma solidão e tristeza e até o mesmo mal, como sabe, o outro...".
Seu último testamento data de 1906. O primeiro, escrito em 30 de junho de 1898, deixava todos seus bens à esposa Carolina. Com a morte desta, pensou numa partilha amigável com a irmã de Carolina, Adelaide Xavier de Novais, e sobrinhos, efetuando este segundo e último testamento em 31 de maio de 1906, instituindo sua herdeira única "a menina Laura", filha de sua sobrinha Sara Gomes da Costa e de seu esposo major Bonifácio Gomes da Costa, nomeado primeiro testamenteiro. Em suas últimas semanas, Machado de Assis escreveu cartas a Salvador de Mendonça (7 de setembro de 1908), a José Veríssimo (1 de setembro de 1908), a Mário de Alencar (6 de agosto de 1908), a Joaquim Nabuco (1 de agosto de 1908), a Oliveira Lima (1 de agosto de 1908), entre outros, demonstrando ainda estar lúcido.

### Morte
Às 3h20m de 29 de setembro de 1908 na casa de Cosme Velho, Machado de Assis morre aos sessenta e nove anos de idade com uma úlcera cancerosa na boca; sua certidão de óbito relata que morrera de arteriosclerose generalizada, incluindo esclerose cerebral, o que, para alguns, figura questionável pelo motivo de mostrar-se lúcido nas últimas cartas já relatadas. Ao geral, teve uma morte tranquila, cercado pelos companheiros mais íntimos que havia feito no Rio de Janeiro: Mário de Alencar, José Veríssimo, Coelho Neto, Raimundo Correia, Rodrigo Otávio, Euclides da Cunha, etc. Este último relatou, no Jornal do Comércio, no mesmo ano do falecimento: "Na noite em que faleceu Machado de Assis, quem penetrasse na vivenda do poeta, em Laranjeiras, não acreditaria que estivesse tão próximo o desenlace de sua enfermidade". Euclides ainda escreveu: "Na sala de jantar, para onde dizia o quarto do querido mestre, um grupo de senhoras — ontem meninas que ele carregara no colo, hoje nobilíssimas mães de família — comentavam-lhe os lances encantadores da vida e reliam-lhe antigos versos, ainda inéditos, avaramente guardados em álbuns caprichosos".

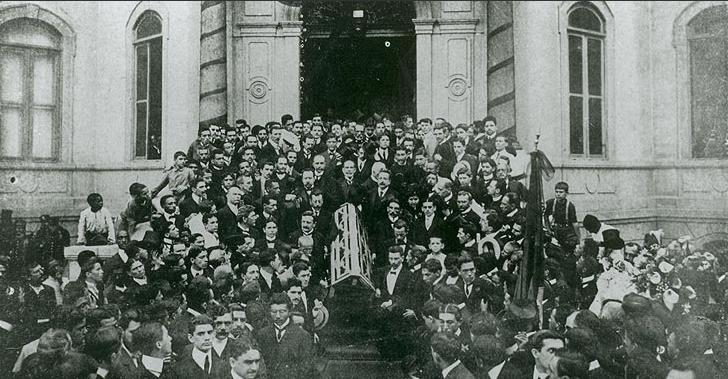
Intelectuais, estudantes, amigos e admiradores, entre eles Euclides da Cunha, saem da Academia conduzindo o caixão de Machado até o Cemitério São João Batista, 1908

Em nome da Academia Brasileira de Letras, Rui Barbosa encarregou-se de fazer-lhe o elogio fúnebre. Em nome do governo, o então ministro do interior Tavares de Lyra discursou em pesar da morte do escritor. O velório ocorreu no Syllogeu Brasileiro da Academia; seu corpo no caixão, como relatara Nélida Piñon, "cercava-se de flores, círios de prata e lágrimas discretas". O rosto estava coberto por um lenço de cambraia e eram muitas pessoas presentes. Diversas pessoas, entre elas vizinhos, e companheiros de rodas intelectuais, ou amigos, ou colegas com que trabalhou, encheram o saguão. No mesmo discurso, Nélida comparou a despedida do autor como Paris que seguia o cortejo de Victor Hugo. De fato, uma multidão saía da Academia e sustentava o caixão do autor até o Cemitério São João Batista, enquanto outros acompanhavam de carro. Segundo sua vontade, foi enterrado na sepultura da esposa Carolina, jazigo perpétuo 1359. A Gazeta de Notícias e o Jornal do Brasil deram uma grande cobertura à morte, ao funeral e ao enterro de Machado. Em Lisboa, todos os jornais da cidade publicaram uma biografia de Machado de Assis, anunciando sua morte. Em 21 de abril de 1999, os restos mortais do casal foram transladados para o Mausoléu da Academia.

## Obra

### Escola literária
Em sua História da Literatura Brasileira (1916), José Verissimo, um dos primeiros historiadores da literatura brasileira ao lado de Sílvio Romero e Araripe Júnior, dedica-se a um capítulo inteiro para tratar só de Machado de Assis e lhe separa duas fases de sua obra: uma ligada à escola romântica (ou aos convencionalismos da época) e outra realista. No entanto, é enfático ao registrar logo de início: "A data do seu nascimento e do seu aparecimento na literatura o fazem da última geração romântica. Mas a sua índole literária avessa a escolas, a sua singular personalidade, que lhe não consentiu jamais matricular-se em alguma, quase desde os seus princípios fizeram dele um escritor à parte, que tendo atravessado vários momentos e correntes literários, a nenhuma realmente aderiu senão mui parcialmente, guardando sempre a sua isenção". Isto posto, com diversos elementos contrários às tradições, os romances machadianos da primeira fase seriam Ressurreição (1872), A Mão e a Luva (1874), Helena (1876), Iaiá Garcia (1878), enquanto que os da segunda seriam todos os outros restantes de sua carreira, Memórias Póstumas de Brás Cubas (1881), Quincas Borba (1891), Dom Casmurro (1899), Esaú e Jacó (1904) e Memorial de Aires (1908), pertencentes a um Realismo heterodoxo próprio do Machado. Embora esta divisão crítica seja ortodoxa entre os acadêmicos, o próprio Machado escrevera numa apresentação de uma reedição de Helena que este e os outros romances da sua fase "romanesca" possuíam um "eco de mocidade e fé ingênua".
Sobre os livros de contos, Contos Fluminenses (1870) e Histórias da Meia Noite (1873), consecutivamente, são posicionados em sua primeira fase, e Ocidentais (1880), ao lado de Papéis Avulsos (1882), Histórias sem Data (1884), Várias Histórias (1896), Páginas Recolhidas (1899), e Relíquias de Casa Velha (1906), na segunda. Seus dois primeiros livros de estreia, Crisálidas (1864) e Falenas (1870), são poéticos. Vinte e dois poemas, escritos entre 1858 e 64, compunham este primeiro livro. Há nestes poemas todos uma emoção "menos desbordante" que o comum lirismo da literatura brasileira. As Crisálidas eram inspiradas por intensas emoções amorosas ou pelo belo do feminino; os tercetos de "No Limiar" e os alexandrinos de "Aspiração" prefiguram os temas subjetivos e sentidamente idealizados de suas Ocidentais de 1882, embora não apresentassem excesso de sentimentalismo ou exagero de idealismo mas estremes da oratória. Os dois livros poéticos embebiam-se dos cânones românticos, mas não se filiavam à natureza tropical do país. Três anos antes destas duas publicações, Machado estreava como dramaturgo com a comédia Desencantos e a sátira Queda que as Mulheres Têm para os Tolos (tradução do livro de Victor Hénaux). Após 1866, a produção poética e teatral, outrora frequente, torna-se escassa.

“Não me culpeis pelo que lhe achardes romanesco. Dos que então fiz, este me era particularmente prezado. Agora mesmo, que há tanto me fui a outras e diferentes páginas, ouço um eco remoto ao reler estas, eco de mocidade e fé ingênua. E claro que, em nenhum caso, lhes tiraria a feição passada; cada obra pertence ao seu tempo.”

— Apresentação de Machado de Assis a uma reedição de Helena, em que fala sobre a mudança de seu estilo literário.
Liberto da "Escola Romântica" ou do "convencionalismo", como prefere a crítica moderna, Machado assume uma posição mais madura de sua carreira e compõe sucessivamente o que seriam todas as suas principais obras. É ele quem, de fato, introjeta o realismo na literatura brasileira, com Memórias Póstumas de Brás Cubas. A brusca mutação do autor é estudada pelos biógrafos juntamente com sua suposta "crise espiritual dos 40 anos" e da estadia que tivera de fazer para Nova Friburgo após a morte da esposa. Apesar dessa sua segunda fase ser chamada "realista", críticos modernos argumentam que, ao contrário dos realistas, "que eram muito dependentes de um certo esquematismo determinista, Machado não procura causas muito explícitas ou claras para a explicação das personagens e situações". Conforme vimos, ele chega a criticar certos elementos explícitos e realistas demais em Flaubert ou em Eça de Queirós, ao pedir: "(...) essa pintura, esse aroma de alcova, essa descrição minuciosa, quase técnica, das relações adúlteras, eis o mal". É desta sua concepção pessoal que provavelmente surge o mistério que circunda as páginas de Dom Casmurro. Além disso, Machado criticava filosofias como o determinismo e o cientificismo da segunda metade do século XIX, fazendo com que suas obras não se encaixem perfeitamente nos pressupostos ortodoxos estéticos do Realismo.
Ainda assim, aparecem já nos seus romances da segunda fase, sobretudo em Memórias Póstumas de Brás Cubas e em Quincas Borba, e mesmo em diversos contos, todos os elementos centrais trazidos de forma contundente pelo Realismo na literatura mundial: a crítica social, sobretudo uma crítica dirigida à burguesia, a crítica à escravidão, à transformação do homem em objeto de outro homem, a crítica a um sistema capitalista puramente interesseiro, financeiro, calculista do dinheiro pelo dinheiro e da mercantilização da vida, das relações, do casamento etc. Em Esaú e Jacó, testemunhamos efervescência política, fim do império e proclamação da República sob a ótica de alguns personagens em particular, onde elementos realistas dos "micropoderes" e dos "microeventos" são misturados a metáforas em relação ao "macropoder" e aos "macroeventos". Após Memórias Póstumas de Brás Cubas, sucedem-se diversas escritas de contos cuja estética é vista como "mais madura" e cujos temas são mais ousados. Os mais famosos e estudados, "A Causa Secreta", "Capítulos dos Chapéus", "A Igreja do Diabo", "Pai Contra Mãe" e outros, fazem parte desta fase. Iniciou sua carreira como contista em 1858, com "Três Tesouros Perdidos", e seguiu no ramo escrevendo contos em climas de tensões e de intensidade nos acontecimentos. Por vezes, seus contos são anedóticos, como em "A Cartomante", onde existe um final surpreendente, ou moderno, com o simples flagrante de um cotidiano, como em "Conto de Escola", ou de caráter, como em "Um Homem Célebre" ou em "O Espelho", que busca traçar "tipos humanos determinados em ideias fixas". Em "Píramo e Tisbe", retoma um tema da mitologia clássica para fazer um retrato sem precedentes na literatura brasileira de um casal homoerótico.
Escrevendo prolificamente conto e romance, surge o debate entre a crítica machadiana se Machado de Assis era mais genial em um ou em outro. Em 1882, publica O Alienista, que para alguns trata-se de conto, enquanto para outros trata-se, na verdade, de uma novela; o que não restam dúvidas é a inovação temática e o estilo maduro desta narrativa. É eminente, contudo, diferenciar a forma dos gêneros romance e conto em Machado: Flávio Aguiar nota que seu romance "procura representar o mundo como um todo: persegue a espinha dorsal e o conjunto da sociedade", enquanto que seu conto "é a representação de uma pequena parte desse conjunto, mas não de qualquer parte, e sim daquela especial de que se pode tirar algum sentido". Em sua produção final, publicou o "diplomático romance" Memorial de Aires e a peça teatral Lição de Botânica.

### Estilo
A obra de Machado de Assis assume uma originalidade despreocupada com as modas literárias dominantes de seu tempo. Os acadêmicos notam cinco fundamentais enquadramentos em seus textos: "elementos clássicos" (equilíbrio, concisão, contenção lírica e expressional), "resíduos românticos" (narrativas convencionais ao enredo), "aproximações realistas" (atitude crítica, objetividade, temas contemporâneos), "procedimentos impressionistas" (recriação do passado através da memória), e "antecipações modernas" (o elíptico e o alusivo engajados a um tema que permite diversas leituras e interpretações).

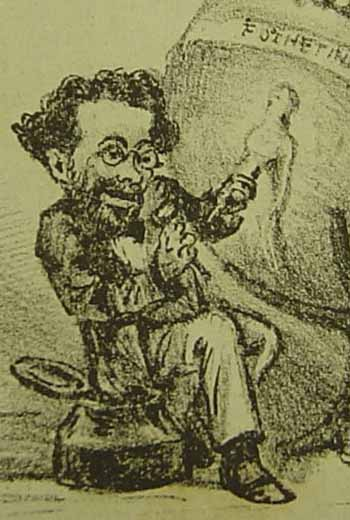
Caricatura de 1876 de Machado de Assis no O Globo (jornal de Quintino Bocaiuva que durou de 1874 a 1883), esculpindo o busto de uma mulher, em alusão à Helena, publicada em folhetim neste jornal

Se, por um lado, os realistas que seguiam Flaubert esqueciam do narrador por detrás da objetividade narrativa, e os naturalistas, à exemplo de Zola, narravam todos os detalhes do enredo, Machado de Assis optou por abster-se de ambos os métodos para cultivar o fragmentário e interferir na narrativa com o objetivo de dialogar com o leitor, comentando seu próprio romance com filosofias, metalinguagens, intertextualidade. Em tom absolutamente não-enfático, neutro, sem retórica, as obras de ficção machadianas possuem na maior parte das vezes um humor reflexivo, ora amargo, ora divertido. De fato, uma de suas características mais apreciadas é a ironia, que os estudiosos consideram a "arma mais corrosiva da crítica machadiana". Num processo próximo ao do "impressionismo associativo", há de certo uma ruptura com a narrativa linear, de modo que as ações não seguem um fio lógico ou cronológico, mas que é relatado conforme surgem na memória das personagens ou do narrador. Sua mensagem artística se dá por meio de uma interrupção na narrativa para dialogar com o leitor sobre a própria escritura do romance, ou sobre o caráter de determinado personagem ou sobre qualquer outro tema universal, numa organização metalinguística que constituía seu principal interesse como autor.

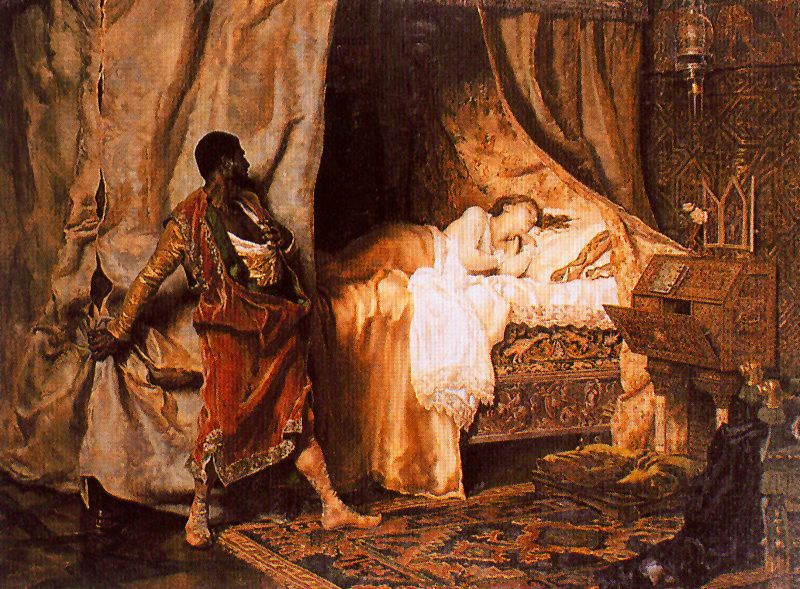
Otelo e Desdêmona por Muñoz Degrain, 1881, é um retrato do drama Otelo de William Shakespeare: correlação arquétipa com o ciúme do Bentinho de Dom Casmurro

Machado de Assis, como exímio intelectual e leitor, atribui a sua obra caráteres de arquétipos. Os irmãos Pedro e Paulo, em Esaú e Jacó, por exemplo, remontam ao arquétipo bíblico da rivalidade entre Esaú e Jacó, mas dessa vez personificando a nova República e a já "despedaçada" Monarquia, enquanto a psicose do ciúme de Bentinho em Dom Casmurro aproxima-se do drama Otelo de William Shakespeare. Os acadêmicos também notam a constante presença do pessimismo. Suas últimas obras de ficção assumem uma postura desencantada da vida, da sociedade, e do homem. Crê-se que não acreditava em nenhum valor de seu tempo e nem mesmo em algum outro valor e que o importante para ele seria desmascarar o cinismo e a hipocrisia política e social. O capítulo final de Memórias Póstumas de Brás Cubas é exemplo cabal do pessimismo que vigora na fase madura de Machado de Assis e do narrador morto:
Este último capítulo é todo de negativas. Não alcancei a celebridade do emplasto, não fui ministro, não fui califa, não conheci o casamento. Verdade é que, ao lado dessas faltas, coube-me a boa fortuna de não comprar o pão com o suor do meu rosto. Mais; não padeci a morte de D. Plácida, nem a semidemência do Quincas Borba. Somadas umas coisas e outras, qualquer pessoa imaginará que não houve míngua nem sobra, e conseguintemente que saí quite com a vida. E imaginará mal; porque ao chegar a este outro lado do mistério, achei-me com um pequeno saldo, que é a derradeira negativa deste capítulo de negativas: — Não tive filhos, não transmiti a nenhuma criatura o legado da nossa miséria.
— Memórias Póstumas de Brás Cubas, Capítulo CLX
Sua preocupação no psicologismo das personagens obrigavam-no a escrever numa narrativa lenta que não prejudicasse o menor detalhe para que este não comprometesse o quadro psicológico do enredo. Sua atenção desvia-se comumente do coletivo para ir à mente e à alma do ser humano — fator denominado "microrrealismo". Por conta destas características, Machado criou um estilo enxuto que os acadêmicos chamam de "quase britânico". Sua economia vocabular é rara na literatura brasileira, ainda mais se procurada em autores como Castro Alves, José de Alencar ou Rui Barbosa, que tendem ao uso imoderado do adjetivo e do advérbio. Embora enxuta, não era adepto de uma linguagem mecânica ou simétrica, e sim medida por seu ritmo interior.

### Temática
A temática de Machado envolve desde o uso de citações referentes a eventos de sua época até os mais intricados conflitos da condição humana. É capaz de retratar desde relações implicitamente homossexuais e homoeróticas, como no conto "Pílades e Orestes", até temas mais complexos e explícitos como a escravidão sob o ponto de vista cínico do senhor de escravos, sempre criticando-o de forma oblíqua. Sobre a escravidão, Machado de Assis já havia tido uma experiência familiar, quer por seus avós paternos terem sido escravos, quer porque lia os jornais com anúncios de escravos fugitivos. Em seu tempo, a literatura que denunciava crenças etnocêntricas que posicionavam os negros no último grau da escala social era distorcida ou tolhida, de modo que este tema encontra uma grande expressividade na obra do autor. A começar, a obra Memórias Póstumas de Brás Cubas narra o que seria uma das páginas de ficção mais perturbadoras já escritas sobre a psicologia do escravismo: o negro liberto compra seu próprio escravo para tirar sua desforra.

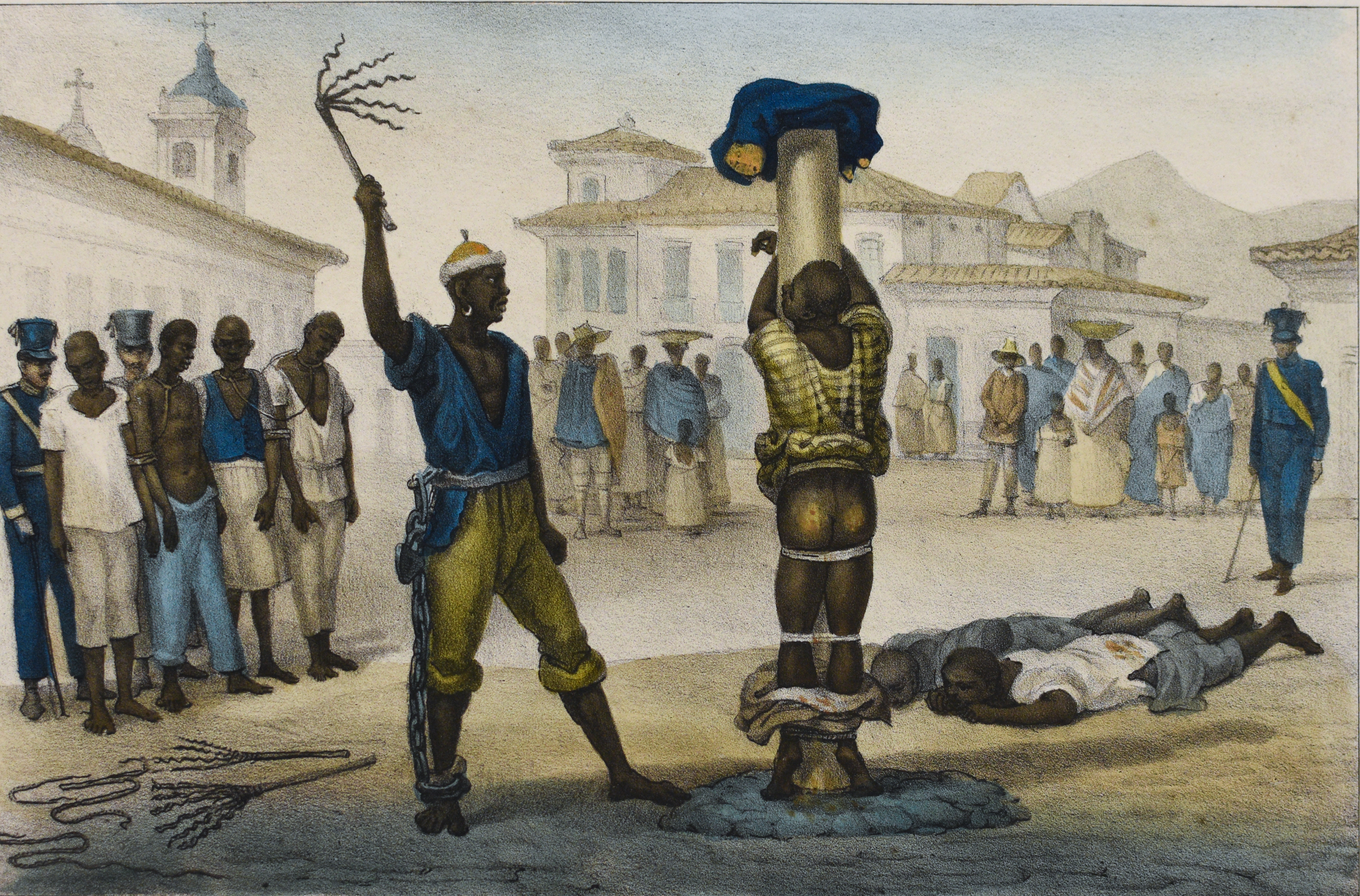
Pelourinho por Jean-Baptiste Debret, retrata a escravidão no Brasil: Machado de Assis escrevia sobre a dissimulação na relação senhor e escravo

Outras obras notáveis, como Memorial de Aires, ou a crônica "Bons Dias!" de maio de 1888, ou o conto "Pai Contra Mãe" (1905), expõem explicitamente as críticas à escravidão. Esta última é uma obra pós-escravidão, como podemos notar na frase de início: A escravidão levou consigo ofícios e aparelhos [...]. Um destes ofícios e aparelhos a que Machado refere-se é o ferro que prendia o pescoço e os pés dos escravos e a máscara de folha-de-flandres. O conto é ainda uma análise de como o fim da escravidão levara estes aparelhos para a extinção, mas não levou a miséria e a pobreza. Roberto Schwarz escreve que "se grande parte do trabalho era exercido pelos escravos, restava aos homens livres trabalhos mal remunerados e instáveis". Schwarz nota que tal dificuldade dos homens livres, somada às relações dependentes que estes homens traçarão para sua sobrevivência, são grandes temas no romance machadiano. Para Machado, o trabalho acabaria com as diferenças impostas pela escravidão.
Castro Alves escrevia sobre a violência explícita a que os escravos estavam expostos, enquanto Machado de Assis escrevia as violências implícitas, como a dissimulação e a falsa camaradagem na relação senhor e escravo. Este mesmo caráter dissimulativo também é encontrado em sua ótica acerca da República e da Monarquia. Um de seus últimos romances, Esaú e Jacó, é considerado uma alegoria sobre as duas formas de governo e, principalmente, sobre a substituição de um pelo outro em território nacional. Numa das linhas da obra, os irmãos Paulo, republicano, e Pedro, monarquista, discutiam a proclamação da República; o primeiro, que admirava Deodoro da Fonseca, afirmava que Podia ter sido mais turbulento. enquanto Pedro afirmava: Um crime e um disparate, além de ingratidão; o imperador devia ter pegado os principais cabeças e mandá-los executar (...). Ambos avultam o fato de o regime ter sido mudado por um golpe de estado, sem barricadas nem participação popular.

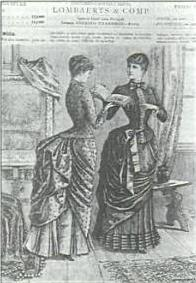
Mulheres na revista A Estação, 1884. Os livros de Machado possuem notáveis personagens femininas

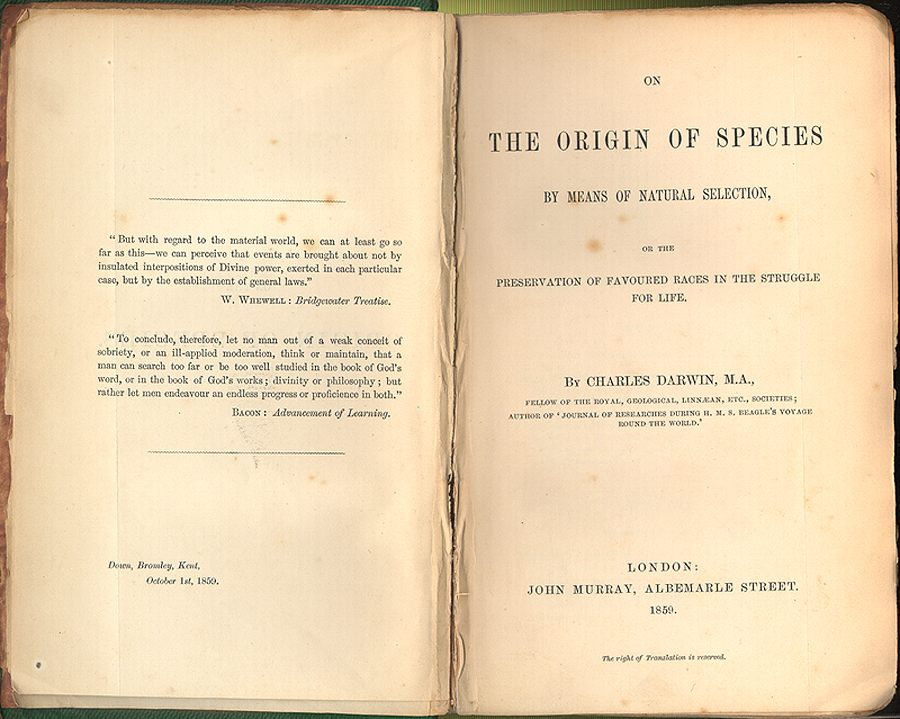
A Origem das Espécies, 1859, de Charles Darwin: o "Humanitismo" de Machado de Assis ironiza a "lei do mais forte" de Darwin

Outra temática notada pelos acadêmicos na obra machadiana é a filosofia que lhe é peculiar. Há em sua obra um constante questionamento sobre o homem na sociedade e sobre o homem diante de si próprio. O "Humanitismo", elaborado pelo filósofo Joaquim Borba dos Santos em Quincas Borba, constitui-se da ideia "do império da lei do mais forte, do mais rico e do mais esperto". Antonio Candido escreveu que a essência do pensamento machadiano é "a transformação do homem em objeto do homem, que é uma das maldições ligadas à falta de liberdade verdadeira, econômica e espiritual". Os críticos notam que o "Humanitismo" de Machado não passa de uma sátira ao positivismo de Auguste Comte e ao cientificismo do século XIX, bem como a teoria de Charles Darwin acerca da seleção natural. Seu Quincas Borba apresenta um conceito onde "a ascensão de um se faz a partir da anulação do outro" e que, em essência, constitui a vida inteira do personagem Rubião, que morre desagregado e crendo ser Napoleão. Desta forma, a teoria do "ao vencedor, as batatas" seria uma paródia à ciência da época de Machado; sua divulgação seria uma forma de desnudar ironicamente o caráter desumano e anti-ético do pensamento da "lei do mais forte".
Aos moldes do Naturalismo, Machado de Assis também retratava a sociedade de forma coletiva. Roberto Schwarz propôs que A Mão e a Luva, Helena, Iaiá Garcia e Ressurreição são romances sobre tradições, casamento, família ligadas ao homem e à mulher. A mulher tem papel fundamental no texto machadiano, tanto em sua fase romântica, com Ressurreição, onde ele descreve o "gracioso busto" da personagem Lívia, até sua fase realista, onde nota-se uma fixação pelo olhar dúbio de Capitu em Dom Casmurro. Suas mulheres são "capazes de conduzir a ação, apesar do predomínio da trama romanesca não ter se esvaziado". As personagens femininas de Machado de Assis, ao contrário das mulheres de outros românticos — que faziam a heroína dependente de outras figuras e indisposta à ação principal na narrativa — são extremamente objetivas e possuem força de caráter: a já citada Lívia de Ressurreição é quem culmina no rompimento de seu caso com o personagem Félix e é da Guiomar de A Mão e a Luva de quem parte a procura por Luiz Alves, que satisfará suas ambições, assim como a heroína de Helena deixa-se morrer para não se passar como aventureira e, por fim, a Estela de Iaiá Garcia, que conduz a ação e promove o destino dos demais personagens.

### Crítica literária
José de Alencar chamou Machado de Assis "o primeiro crítico brasileiro". De fato, o escritor foi um prolífico analisador da literatura de sua época antes mesmo de Sílvio Romero. Além de percorrer e analisar as obras publicadas em sua época, ele escrevia sobre a literatura vigente. Mário de Alencar escreve que Machado começou como crítico antes mesmo de ser romancista: pretérito a Ressurreição (1872), suas críticas iniciaram-se em 1858. Estes textos circularam exclusivamente em jornais e revistas — A Marmota, A Semana Ilustrada, O Novo Mundo, Correio Mercantil, O Cruzeiro, Gazeta de Notícias, Revista Brasileira — até 1910, quando Alencar os reuniu num volume. Segundo Machado de Assis, para o crítico efetuar o julgamento de uma obra, "cumpre-lhe meditar profundamente sobre ela, procurar-lhe o sentido íntimo, aplicar-lhe as leis poéticas, ver enfim até que ponto a imaginação e a verdade conferenciaram para aquela produção".

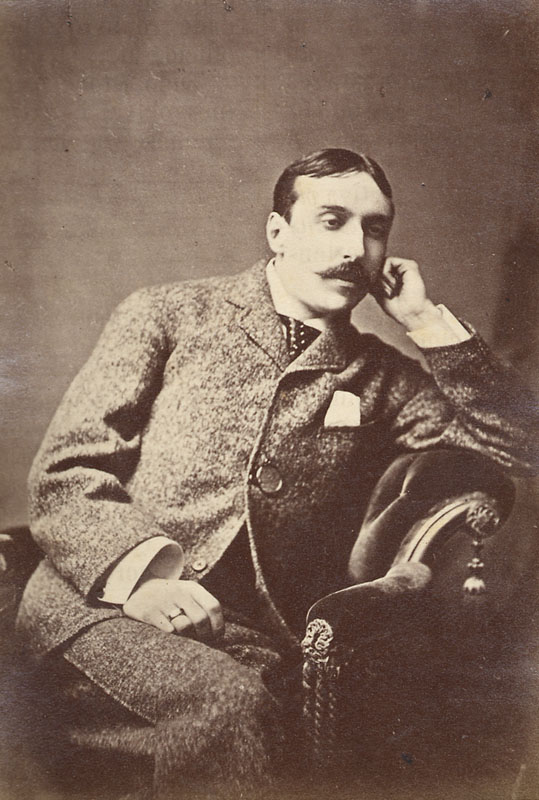
Eça de Queirós, com seu Primo Basílio, foi criticado por Machado por ter "suprimido a estética"

Em críticas poéticas, preocupou-se, portanto, com a métrica, o verso e com a "sensibilidade" e o "sentimento" do poeta. Quanto à Lira dos Vinte Anos (1853) de Álvares de Azevedo, Machado destacou a imaginação vigorosa e o talento robusto do poeta que morreu muito jovem mas que deixou uma obra de "seiva poderosa". Na prosa, destaca seu enredo e desenvolvimento. Elogiou as obras O Guarani (1857) e Iracema (1865) de José de Alencar, chamando-lhes de "poemas em prosa". Machado reprovava o recurso inverossímil ou fortuito na trama prosaica — e este foi um dos motivos de criticar severamente O Primo Basílio (1878) de Eça de Queirós, razão pela qual foi alvo de ataques de colegas e outros críticos brasileiros que haviam aceitado a obra. Por um outro lado, preconizava a simplicidade, e por isto elogiou as Cenas da Vida Amazônica (1899) do colega José Veríssimo. Embora desse valor a estas características, era explicitamente avesso à rotulação de teorias, escolas ou estilos artísticos; criticava a ligação de Eça com o Realismo, ao pedir: "Voltemos os olhos para a realidade, mas excluamos o realismo; assim não sacrificaremos a verdade estética". Também reprovava em Eça a descrição naturalista das cenas de adultério, ao escrever: "essa pintura, esse aroma de alcova, essa descrição minuciosa, quase técnica, das relações adúlteras, eis o mal".

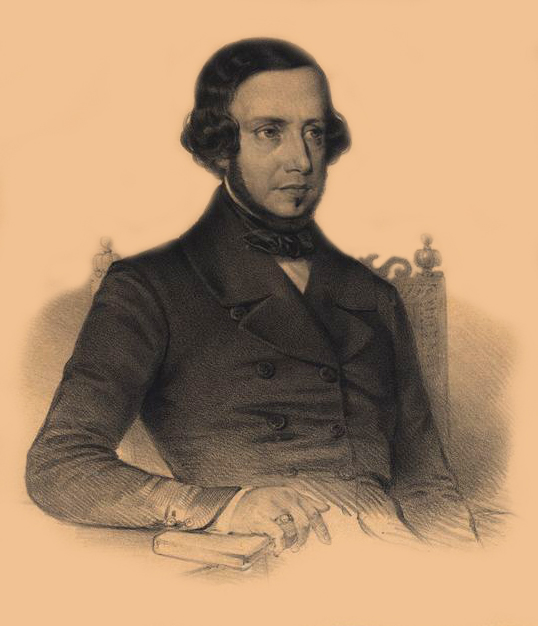
Garrett, onde Machado celebrou a literatura mas não a política

Seus escritos críticos culminaram numa análise comparativa entre literatura e política. Em geral, por exemplo, na resenha "Garrett" (1899), celebrou o escritor que havia em Almeida Garrett, mas desprezou a política que havia nele. Do mesmo modo, na resenha de 1901 sobre Pensées détachées et souvenirs, Machado comemorou o fato de a política não ter ofuscado a obra do colega Joaquim Nabuco. E, no entanto, Machado de Assis aderiu à questão da nacionalidade que a geração de 1870 questionava fortemente. Escreveu o artigo "Literatura brasileira: instinto de nacionalidade" (1873). O artigo analisa praticamente todos os gêneros a que a literatura nacional aderiu durante os séculos. Concluiu que o teatro é praticamente ausente, falta uma crítica literária elevada, a poesia se orienta pela "cor local" mas ainda é débil, a língua é por demais influenciada pelo francês, mas o romance, por sua vez, "já deu frutos excelentes e os há de dar em muito maior escala". Machado acreditava que o escritor brasileiro precisaria unir o universalismo com os problemas e os eventos do país, num sistema que Schwarz definiu como "dialética do local e do universal". Entre as críticas já detalhadas, também analisou Junqueira Freire, Fagundes Varela, entre outros.
Tem surgido a questão entre os estudiosos de Machado se ele não começou a escrever romances por conta da crítica. O estudioso Luis Costa Lima aventa a hipótese de que se Machado houvesse insistido no exercício da crítica teria tido dificuldades de circulação e produção literárias naquele ambiente sociocultural. Mário de Alencar, contudo, não sentia-se por inteiro satisfeito com o crítico literário Machado de Assis: "Suscetível, suspicaz, delicado em extremo, receava magoar ainda que dizendo a verdade; e quando sentiu os riscos da profissão, já meio dissuadido da utilidade do trabalho pela escassez da matéria, deixou a crítica individualizada dos autores pela crítica geral dos homens e das coisas, mais serena, mais eficaz, e ao gosto do seu espírito". Sobre a literatura de seu tempo, Machado afirmava que as obras de Basílio da Gama e de Santa Rita Durão "quiserem antes ostentar certa cor local do que tornar independente a literatura brasileira, literatura que não existe ainda, que mal poderá ir alvorecendo agora".
Em seu História da Literatura Brasileira (1906), em que reserva o último capítulo inteiro para tratar exclusivamente de Machado de Assis, José Veríssimo termina registrando o seguinte:
"Como crítico, Machado de Assis foi sobretudo impressionista. Mas um impressionista que, além da cultura e do bom gosto literário inato e desenvolvido por ela, tinha peregrinos dons de psicólogo e rara sensibilidade estética. Conhecimento do melhor das literaturas modernas, inteligência perspicaz desabusada de modas literárias e hostil a todo pedantismo e dogmatismo, comprazia-lhe principalmente na crítica a análise da obra literária segundo a impressão desta recebida. Nessa análise revelava-se-lhe a rara finura e o apurado gosto. Que não era incapaz de outra espécie de crítica em que entrasse o estudo das condições mesológicas em que se produziu a obra literária, deu mais de uma prova. Com o fino tato literário e reflexivo juízo, que o assinalam entre os nossos escritores, no ensaio crítico atrás citado sobre o Instituto da nacionalidade, na nossa literatura ajuizou com acerto, embora com a benevolência que as mesmas condições da sua vida literária lhe impunham, os seus fundadores e apontou com segurança os pontos fracos ou duvidosos de certos conceitos literários aqui vigentes, emendando o que neles lhe parecia errado e aventando opiniões que então, em 1873, eram de todo novas. Ninguém, nem antes nem depois, estabeleceu mais exata e mais simplesmente a questão do indigenismo da nossa literatura, nem disse cousas mais justas do indianismo e da sua prática.
Em suma, Machado de Assis, sem ter feito ofício de crítico, é como tal um dos mais capazes e mais sinceros que temos tido. Respeitador do trabalho alheio, como todo o trabalhador honesto, mas sem confundir esse respeito com a condescendência camaradeira, estreme de animosidades pessoais ou de emulações profissionais, com o mínimo dos infalíveis preconceitos literários ou com a força de os dominar, desconfiado de sistemas e assertos categóricos, suficientemente instruído nas cousas literárias e uma visão própria, talvez demasiadamente pessoal, mas por isso mesmo interessante da vida, ninguém mais do que ele podia ter sido o crítico cuja falta lastimou como um dos maiores males da nossa literatura. Em compensação deixou-lhe um incomparável modelo numa obra de criação que ficará como o mais perfeito exemplar do nosso engenho nesse domínio".

## Especulações sobre Machado

### Política
Machado de Assis pôde assistir, ao longo do século XIX e no começo do século XX, a alterações vastas e decisivas no cenário internacional e nacional, nos costumes, nas ciências da natureza e da sociedade, nas técnicas e em tudo o que entende com o progresso material. Alguns estudiosos supõem, no entanto, que as crenças atribuídas a Machado de Assis como um escritor engajado são falsas e que ele não esperava nada ou quase nada da história e da política. Por exemplo: quanto às guerras e os conflitos políticos de sua época, em finais do século 19, dá de ombros em crônica de 26 de abril de 1896, ao escrever:
"Guerras africanas, rebeliões asiáticas, queda do gabinete francês, agitação política, a proposta de supressão do senado, a caixa do Egito, o socialismo, a anarquia, a crise europeia, que faz estremecer o solo, e só não explode porque a natureza, minha amiga, aborrece este verbo, mas há de estourar, com certeza, antes do fim do século, que me importa tudo isso? Que me importa que, na ilha de Creta, cristãos e muçulmanos se matem uns aos outros, segundo dizem telegramas de 25? E o acordo, que anteontem estava feito entre chilenos e argentinos, e já ontem deixou de estar feito, que tenho eu com esse sangue e com o que há de correr?"

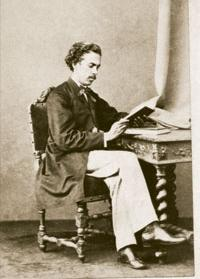
O jovem Machado de Assis, sempre bem informado e antenado com a cultura, sociedade e política de sua época. Retrato do importante fotógrafo Joaquim José Insley Pacheco, 1864, século XIX

Por outro lado, vivendo na corte, na capital do Rio de Janeiro, Machado foi um grande comentador direto dos acontecimentos políticos do país e todas suas grandes obras de ficção têm forte cunho social. Além disso, as crônicas garantem material especulativo direto. Na juventude, quando ainda lutava para ascender social e artisticamente, antes de tornar-se o escritor o qual passou a se conhecer, encontram-se detalhes que mais tarde seriam melhor problematizados. A 5 de março de 1867, então com 28 anos e ainda sem publicar qualquer romance, manifesta na primeira de suas Cartas Fluminenses, intitulada "A Opinião Pública": "Não frequento o paço, mas gosto do imperador. Tem as duas qualidades essenciais ao chefe de uma nação: é esclarecido e honesto. Ama o seu país e acha que ele merece todos os sacrifícios". Nela, também declara uma profissão de fé política, a qual, segundo Wilson Martins, não evidência ter modificado posteriormente:
"Quanto às minhas opiniões políticas, tenho duas, uma impossível, outra realizada. A impossível é a república de Platão. A realizada é o sistema representativo. É sobretudo como brasileiro que me agrada esta última opinião, e eu peço aos deuses (também creio nos deuses) que afastem do Brasil o sistema republicano, porque esse dia seria o do nascimento da mais insolente aristocracia que o sol jamais alumiou." 
Porém, no ano seguinte, em 1868, Pedro II demitiu o gabinete liberal de Zacarias de Góis e substitui-o pelo gabinete conservador de Itaboraí. Grêmios e jornais liberais acusaram a atitude do imperador de bonapartista. Machado testemunhou o ato com simpatia aos liberais; de fato, uma vez que o liberalismo simbolizava ainda a crítica ao despotismo e ao clero, era essa, de acordo com Alfredo Bosi, a sua "cor ideológica" ao longo dos anos 60, que, no entanto, como bem registra Roberto Schwarz, mais tarde será também problematizada sobretudo em seus romances maduros com o retrato de um liberalismo que convivia com a exploração do regime escravocrata. Em 1895, ao noticiar a morte de Joaquim Saldanha Marinho, liberal e republicano, Machado escreveu: "Os liberais voltaram mais tarde, tornaram a sair e a voltar, até que se foram de vez, como os conservadores, e com uns e outros o Império".
A crítica de Machado de Assis à República precisa ser contextualizada, referindo-se mais às oligarquias da República Velha do que ao sistema republicano civil em si. Desse modo, um de seus maiores receios com relação à mudança da forma política, conforme contextualiza John Gledson, é que, naquela época específica, o federalismo da velha república oligárquica trazia o risco de descentralizar o país e dar poder às classes dominantes oligárquicas locais, acabando com a democracia defendida por republicanos históricos e idealistas e ameaçando a unidade nacional conquistada, podendo levar o país, a exemplo de outros países do continente, a uma guerra civil, se tais oligarquias competissem entre si.  Contra a ditadura e a abolição de partidos que colocava oposicionistas e governistas em divisão ad hoc, defendia as mudanças e passagens menos drásticas trazidas pelo sistema parlamentarista, conforme se vê em crônica já da maturidade, em 17 de julho de 1892: "assim aconteceu até 1889 com a monarquia e não há razão para que não aconteça depois de 1889, com a República". No mesmo ano, em 21 de agosto de 1892, afirma: "Com o parlamentarismo, tivemos longos anos de paz pública". Em crônica de 20 de janeiro de 1895, en passant, defende de forma pioneira a ascensão política das mulheres durante a República civil: "[...] a república, como a monarquia, pode achar no governo mais do que a graça e a distinção de uma senhora. Por que se não há de abolir a lei sálica nas repúblicas? Se a mulher pode ser eleitora, por que não poderemos elevai-a à presidência? O nascimento dá uma Catarina da Rússia ou uma Isabel de Inglaterra, por que não há de o sufrágio da nação escolher uma dama robusta capaz de governo?".
Sabe-se, também, que Machado era fervorosamente contra a exploração humana e contra a escravidão durante a monarquia, seus horrores sempre explicitamente denunciados em sua ficção e crônicas (confira a subseção Temática). Em 1888, com a abolição da escravatura no Brasil, em rara demonstração pública, sai às ruas em carruagem aberta, como escreveu numa célebre crônica da sua coluna "A Semana", na Gazeta de Notícias, último jornal a colaborar, onde publicou suas últimas crônicas:
"Houve sol, e grande sol, naquele domingo de 1888, em que o Senado votou a lei, que a regente sancionou, e todos saímos à rua. Sim, também eu saí à rua, eu o mais encolhido dos caramujos, também eu entrei no préstito, em carruagem aberta (...) Verdadeiramente, foi o único dia de delírio que me lembra ter visto."
No entanto, nem a Lei Áurea passou batida de sua crítica às classes dominantes. Em crônica de 19 de maio de 1888, na coluna "Bons Dias!", portanto seis dias depois da Abolição, Machado se utiliza do discurso em primeira pessoa com ácida ironia para se passar por um senhor cristão com ambições políticas parlamentares que "alforria" seu escravizado, antes da própria lei e de qualquer um da elite; o jovem escravizado, sem ter para onde ir, já que não fora feita distribuição de terras tal como setores populares do movimento abolicionista lutavam, acaba por continuar com o senhor, recebendo os mesmos maus tratos de sempre, só que agora como um mísero ordenado, ou seja, o crítico Machado identifica contradições e dominações nestas transições todas: escravagismo para capitalismo, monarquia para república etc.

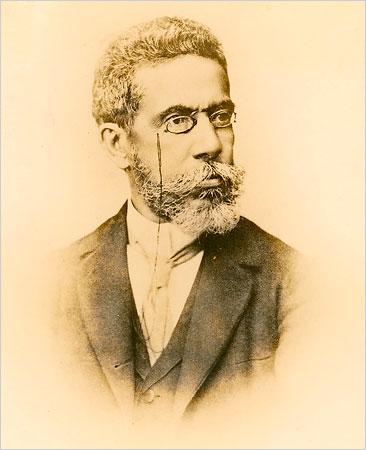
Fotografia de Machado de Assis em cerca de 1896. Suas críticas sociais e visões políticas, ainda que reservadas, diante de uma época de grandes transformações nacionais e mundiais, podem ser investigadas basicamente em suas crônicas e na ficção

Segundo conta o poeta Olavo Bilac numa de suas crônicas, relembrada por Alfredo Pujol, o grande romancista português e virulento antimonarquista Eça de Queiroz, que, no inverno de 1890 abria sua casa em Paris para pequena reunião de brasileiros, não deixava uma noite passar sem pronunciar e discutir o nome de Machado de Assis; numa dessas tertúlias, nutrindo por ele enorme admiração, quis saber se Machado foi contra ou a favor a Proclamação da República e seus efeitos, ao que Bilac e os demais presentes, embaraçados, não souberam o que responder, já que Machado mantinha-se reservadoː "Nem Domício da Gama, nem os dois Prados, Paulo e Eduardo, nem eu [Bilac], podíamos por exemplo dizer ao grande escritor de Os Maias o que o autor das Memórias Póstumas de Brás Cubas pensava da proclamação da República, da questão financeira, do problema da unidade ou pluralidade das emissões bancárias, da agitação revolucionária do Rio Grande do Sul, e das tendências nativistas da nova política brasileira. E a esta interrogação: 'Que pensa sobre isso o Machado?' — só podíamos replicar: 'O Machado não pensa nada sobre isso: o Machado escreve romances e contos!' Literariamente, a admiração de Eça pelo nosso amado mestre era intensa".
De fato, apesar de determinadas crônicas já expostas, no âmbito da opinião política mais consistente considera-se a ficção de Machado, imediatamente voltada para seu tempo e realidade. Assim, de acordo com Josué Montello, numa conclusão tardia, "Em vez de ser omisso, exprimia-se frequentemente por intermédio dos seres que ia criando no recurso de sua ficção. Um dia far-se-á a coleta das opiniões desses personagens, sobretudo considerando que eles refletiriam as contradições do Império e que levariam à proclamação da República, objeto também do registro de Machado de Assis". Pelas crônicas machadianas, sabe-se que a modernização econômica trazida pela República trouxe muitos desagrados a ele, porque o jornalismo começou a dar mais atenção às companhias capitalistas, aos bancos e à Bolsa de valores do que à arena parlamentar. Neste breve período, o capitalismo brasileiro, mediado pelo Estado, "ensaiava temerariamente os primeiros passos no regime nascente", conforme escreve Raimundo Faoro. Machado detestava o "vale-tudo do dinheiro pelo dinheiro", registra Alfredo Bosi. Em trecho de crônica de 09 de outubro de 1892, escreveu com ojeriza: "Prisões, que tenho eu com elas? Processos, que tenho eu com eles? Não dirijo companhia alguma, nem anônima, nem pseudônima; não fundei bancos, nem me disponho a fundá-los; e, de todas as coisas deste mundo e do outro, a que menos entendo, é o câmbio. (...) Finanças, finanças, são tudo finanças".
Os estudiosos machadianos sociológicos, históricos e mesmo alguns críticos literários, tais como Alfredo Bosi, Antonio Candido, Helen Caldwell, John Gledson, Roberto Schwarz, Raimundo Faoro e muitos outros, têm analisado e mapeado sobretudo crônicas, contos e romances do autor em que a crítica social da burguesia carioca e brasileira está mais presente em todo seu aspecto elitista. Quincas Borba, assim, representaria o calculismo, o aproveitamento, a cobiça e a "coisificação" do homem pelo homem no capitalismo, parodiando também o positivismo de Comte, o darwinismo social e a seleção natural do mais forte; Dom Casmurro traria excesso de machismo e as tragédias e farsas de um sujeito do estrato social médio diante de uma moça e mulher de classe mais baixa; e Memórias Póstumas de Brás Cubas, toda a sorte de irresponsabilidade, infecundidade e atrocidade de um sujeito e sua classe indolente e escravista que, por ter escravizados à disposição, não quer trabalhar, que teve, segundo suas próprias palavras, a "boa fortuna de não comprar o pão com o suor do meu rosto", retrato do liberalismo de fachada que convivia com o regime escravocrata. No seu penúltimo livro, Esaú e Jacó, romance que traz explicitamente temas como a abolição da escravatura, o encilhamento e o Estado de sítio, sobretudo a Proclamação da República, irmãos gêmeos discutem a vida toda, um republicano e outro monarquista, depois ambos republicanos, mas um liberal e outro conservador; o final insinua que ambos reservam, em alguma medida, semelhanças, que provavelmente as alterações e mudanças ocorrem apenas "de fachada" por interesses institucionais e da classe dominante vigente.
Tomou certas posições explícitas, porém. Em crônica de 22 de julho de 1894, intitulada "Canção de Piratas", refere-se à Guerra de Canudos (1896–1897), apoiando Antonio Conselheiro de Canudos por seus legionários indignarem-se com a realidade clichê da época, e escreve contra os estigmas e preconceitos: "Jornais e telegramas dizem dos clavinoteiros e dos sequazes do Conselheiro que são criminosos; nem outra palavra pode sair de cérebros alinhados, registrados, qualificados, cérebros eleitores e contribuintes. Para nós, artistas, é a renascença, é um raio de sol que, através da chuva miúda e aborrecida, vem dourar-nos a janela e a alma. É a poesia que nos levanta do meio da prosa chilra e dura deste fim de século".
Machado de Assis também pôde assistir ao embrião do socialismo no Brasil e de organizações de trabalhadores. Em 15 de maio de 1892, escreve com sua típica ironia na sua coluna "A Semana", da Gazeta de Notícias: "Tudo é ovo. Quando o Sr. deputado Vinhais, no intuito de canalizar a torrente socialista, criou e disciplinou o partido operário, estava longe de esperar que os patrões e negociantes iriam ter com ele um dia, nas suas dificuldades, como aconteceu agora na questão dos carrinhos de mão. Assim, o partido operário pode ser o ovo de um bom partido conservador. Amanhã irão procurá-lo os diretores de bancos e companhias, quando menos para protestar contra a proposta de um acionista de certa sociedade anônima, cujo título me escapa". Em 5 de junho do mesmo ano, mais sério, mostra-se simpático ao surgimento do socialismo no Brasil e, em documento histórico pioneiro, o defende:
"[...] reunião de proprietários e operários, que se realizou quinta-feira no salão do Centro do Partido Operário, a fim de protestar contra uma postura; fato importante pela definição que dá ao socialismo brasileiro. Com efeito, muita gente, que julga das coisas pelos nomes, andava aterrada com a entrada do socialismo na nossa sociedade, ao que eu respondia: 1°, que as idéias diferem dos chapéus, ou que os chapéus entram na cabeça mais facilmente que as idéias, — e, a rigor, é o contrário, é a cabeça que entra nos chapéus; 2°, que a necessidade das coisas é que traz as coisas [...]"

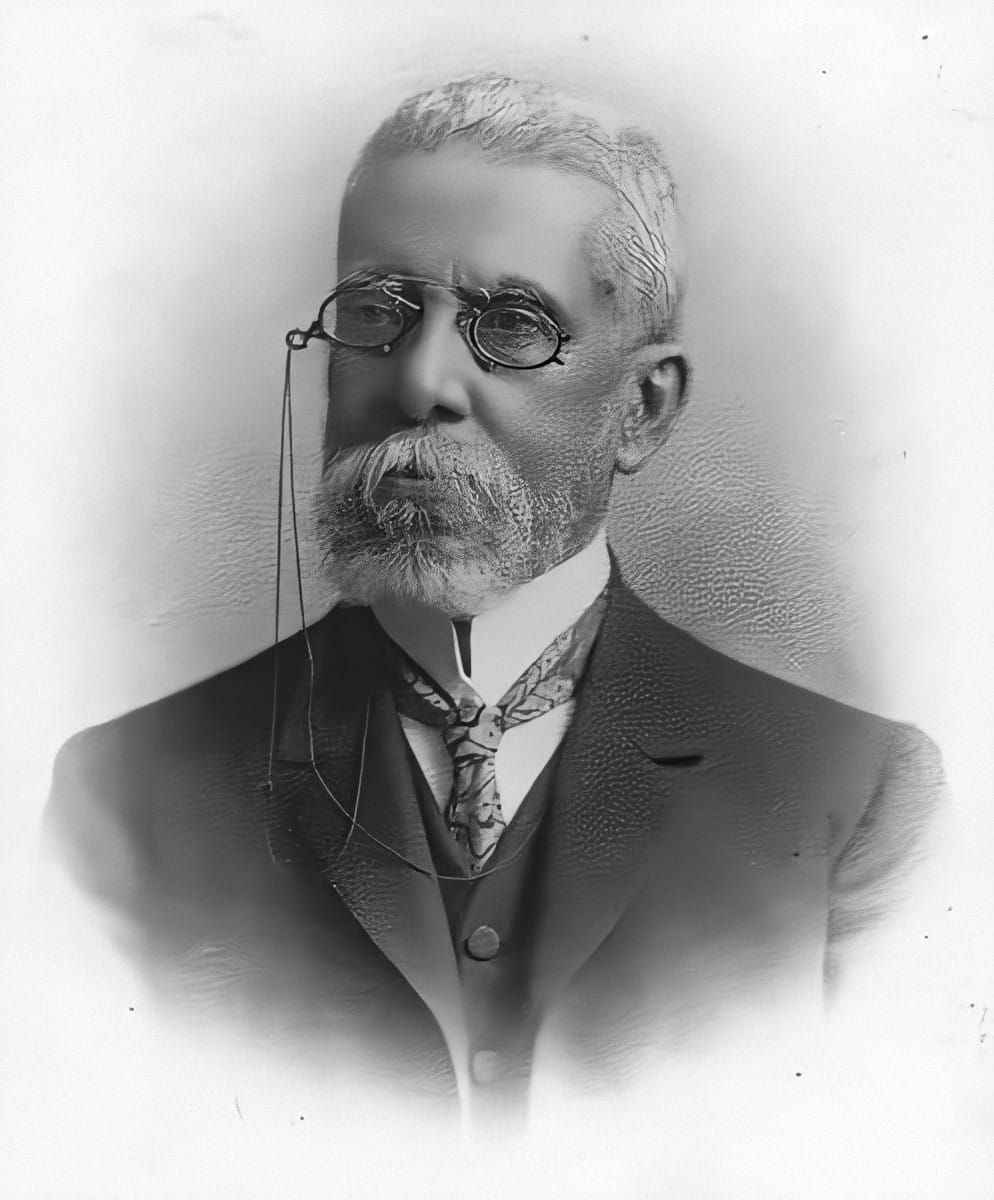
Machado de Assis em sua provável última foto de estúdio, aos 67 anos de idade. Estúdio Luiz Musso & Cia, um ano antes de partir, 1907, início do século XX

Machado de Assis preferiu, em muitos momentos mais específicos, ser como o sábio Conselheiro Aires, seu autorretrato e personagem dos seus dois últimos livros: pacífico, conciliador, anfitrião, observador, crítico mais humanista ou neutro na maior parte dos assuntos. Isto se evidencia, inclusive, quando a Academia Brasileira de Letras torna-se cada vez mais um instrumento de política externa a partir da eleição do diplomata e historiador Barão do Rio Branco em 1898. Nos anos finais, entre querer ser estadista ativo como Joaquim Nabuco ou cronista neutro, Machado de Assis prefere a segunda opção, que é a de Aires. Porém, nunca titubeou em se posicionar a favor da justiça social mais ampla; em crônica de 6 de janeiro de 1895, no alvorecer do século seguinte, sentencia:
"Chamfort, no século XVIII, deu-nos a célebre definição da sociedade, que se compõe de duas classes, dizia ele, uma que tem mais apetite que jantares, outra que tem mais jantares que apetite. Pois o século XX trará a equivalência dos jantares e dos apetites, em tal perfeição que a sociedade, para fugir à monotonia e dar mais sabor à comida, adotará um sistema de jejuns voluntários. Depois da fome, o amor. O amor deixará de ser esta coisa corrupta e supersticiosa; reduzido a função pública e obrigatória, ficará com todas as vantagens, sem nenhum dos ônus. O Estado alimentará as mulheres e educará os filhos [...]"
No final de sua vida, Machado acreditava que o sonho poético de outrora estava se desfazendo com a modernização política trazida pelo capitalismo. E, de certa forma, ele mesmo se desfazia: em 1900, no alvorecer do novo século, envia uma carta a um colega discutindo se o que aparecia naquele determinado momento eram os "pés" do século XIX ou se já era a "cabeça" do século XX, e conclui: "eu sou pela cabeça", ou seja, "meu século já acabou". Alfredo Bosi escreveu que o autor não via maus ou bons resultados na mudança do "despotismo milenar" ao "liberalismo dos reformadores turcos", mas que a "beleza da tradição" monárquica, e não de seu elitismo e despotismo, sucumbia à "força das mudanças ideológicas". Para Machado de Assis, enfim, tudo tinha sua mudança, conforme escreveu em crônica do dia 16 de junho de 1878: "Os dias passam, e os meses, e os anos, e as situações políticas, e as gerações, e os sentimentos, e as ideias".

### Religião
Tem-se intensificado a tentativa de descobrir a religião de Machado de Assis. Sabe-se que na infância ajudava uma igreja local e que fora parcialmente educado em idiomas por um padre, o já citado Silveira Sarmento. Analisando sua obra, muitos críticos o colocaram ao lado de Otávio Brandão, crendo que ele era adepto absoluto do niilismo. Outros o enxergavam como um perfeito ateu, no entanto recebeu profunda influência de textos católicos (ver seção Leituras). De fato, a religião de Machado de Assis tornou-se tão obscura que talvez não haja outro método senão procurá-la em sua obra.

"Vi de um lado o Calvário, e do outro lado
O Capitólio, o templo-cidadela.
E torvo mar entre ambos agitado,
Como se agita o mar numa procela. [...]"

—Machado de Assis (clique aqui para ler o poema)
Como poeta, escreveu três poemas correlacionados no que se refere à orações e ao antagonismo entre a Roma antiga, o Paganismo e a Cristandade: "Fé", "O Dilúvio" e "Visão", sendo que os dois primeiros foram publicados em Crisálidas (1864) e o último em Falenas (1870). Alguns especialistas notam nestes três poemas que Machado vangloriava a fé e a grandeza de Deus, mas num sentido mais poético e renascentista que doutrinário ou moralista. Autores como Hugo Bressane de Araújo analisaram sua obra sob aspecto exclusivamente religioso, citando muito embora os dizeres de Machado ser "anticlerical"; contudo, a mentalidade de Araújo limita-se a um pensamento religioso e não crítico literário, por ter sido bispo diocesano. Em Memórias Póstumas de Brás Cubas, há uma passagem em que o personagem-filósofo Quincas Borba diz: "O Humanitismo há de ser também uma religião, a do futuro, a única verdadeira. O cristianismo é bom para as mulheres e os mendigos, e as outras religiões não valem mais do que essa: orçam todas pela mesma vulgaridade ou fraqueza. O paraíso cristão é um digno êmulo do paraíso muçulmano; e quanto ao nirvana de Buda não passa de uma concepção de paralíticos. Verás o que é a religião humanística. A absorção final, a fase contrativa, é a reconstituição da substância, não o seu aniquilamento, etc.". Entretanto, tal trecho não passa da fala de uma personagem fictícia, em que Quincas Borba tenta elevar sua própria religião, e mesmo o Humanitismo é apenas uma das invenções irônicas de Machado de Assis; Candido escreveu que a essência da crítica machadiana é "a transformação do homem em objeto do homem, que é uma das maldições ligadas à falta de liberdade verdadeira, econômica e espiritual".
Para entenderem mais a fundo suas convicções pessoais e seu real pensamento, os críticos analisam as crônicas publicadas nos jornais. Em "Canção de Piratas", publicada na Gazeta de Notícias em 22 de julho de 1894, apoia Antonio Conselheiro de Canudos por seus legionários se indignarem com a realidade clichê e entediante da época, e critica os métodos da Igreja: "O próprio amor é regulado por lei; os consórcios celebram-se por um regulamento em casa do pretor, e por um ritual na casa de Deus, tudo com a etiqueta dos carros e casacas, palavras simbólicas, gestos de convenção". Além disso, no Rio de Janeiro de sua época, sabe-se que o Espiritismo crescia expressivamente. Numa suposta visita à Federação Espírita Brasileira, relatada numa crônica na Gazeta de Notícias do dia 5 de outubro de 1885, conta, com ironia, sobre suposta viagem astral que tivera. Embora tenham surgido análises afirmando que Memórias Póstumas de Brás Cubas fosse um livro cujo estilo era influenciado pelo conceito de "psicografia", críticos modernos acreditam que Machado encarava a religião espírita como todo movimento novo que possui a pretensão de se apresentar como solução dos males "não resolvidos" pelos seres humanos.
Machado de Assis era contra toda forma de fundamentalismo. Em crônica de 24 de julho de 1892, sobre candidatos políticos atrelados às religiões, confessa: "Eu que sou não só pela liberdade espiritual, mas também pela igualdade espiritual, entendo que todas as religiões devem ter lugar no Congresso Nacional (...)". Confessa, nesta mesma crônica, ser anabatista, não sabemos se com ironia ou a sério.

### Xadrez
Machado de Assis era apaixonado pelo jogo de xadrez. Seu interesse por este divertimento levou-o a ocupar posição destacada nos círculos enxadrísticos do tempo do Império, precursores do xadrez no Brasil. Mantinha correspondência com as seções especializadas dos periódicos da época, compondo problemas (foi o primeiro brasileiro a ter um problema de xadrez publicado) e enigmas, e, indo mais além, participou do primeiro torneio de xadrez efetuado no Brasil, em 1880. Sua primeira referência literária explícita ao xadrez data de 1864, no conto "Questão de Vaidade"; a data faz supor que seu professor provavelmente tenha sido Artur Napoleão, pianista, compositor, editor de partituras musicais luso-brasileiro, que chegou a acompanhar ao Brasil, de volta de uma de suas viagens à Europa, a futura esposa de Machado, Carolina Xavier de Novais. Napoleão, divulgador obstinado do xadrez em diversas revistas, jornais e clubes brasileiros, era precoce; aos dezesseis anos de idade, o virtuose luso radicado no Brasil enfrentara o famoso campeão do mundo Paul Charles Morphy em Nova Iorque.
Conforme confessa em crônica de 5 de maio de 1895, na sua coluna dominical A Semana na Gazeta de Notícias, Machado já frequentava o Clube Fluminense em 1868 com a finalidade de jogar xadrez. Mais tarde, passou a praticar no Grêmio de Xadrez, que funcionava em cima do Club Politécnico, na Rua da Constituição, número 47. Em 15 de junho de 1877, foi publicado na revista Ilustração Brasileira, na primeira seção de xadrez brasileira, sob a responsabilidade de Napoleão, o primeiro problema de xadrez de autor brasileiro publicado no Brasil: a autoria era justamente de Machado de Assis, que já escrevia crônicas no periódico. Este problema acabou sendo publicado também no livro Caissana Brasileira, de Arthur Napoleão, segundo livro sobre xadrez publicado no Brasil (o primeiro foi O Perfeito Jogador de Xadrez, de 1850) e o mais icônico livro brasileiro sobre xadrez publicado no século XIX. O livro, lançado em 1898, é uma coletânea de 500 problemas de xadrez criadas por diversos autores, além de trazer bibliografia e histórico do jogo no Brasil. Sobre o problema de Machado, Napoleão escreve: "Como o poeta francês Alfred de Musset, Machado de Assis compôs um bonito 2 lances". Em abril de 1878, a Ilustração Brasileira deixa de sair.

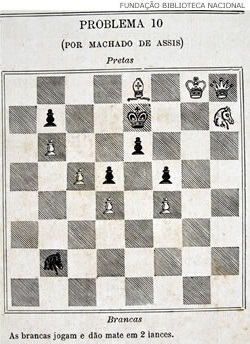
Este foi o primeiro problema enxadrístico por um brasileiro a ser publicado na primeira seção de xadrez publicada no Brasil sob a direção de Arthur Napoleão, na revista Ilustração Brasileira em 15 de junho de 1877. Seu autor: Machado de Assis. Reprodução da Fundação Biblioteca Nacional

Três anos depois da pioneira publicação do problema enxadrístico machadiano na Ilustração Brasileira, a Revista Musical e de Belas-Artes, fundada e editada por Napoleão e Leopoldo Miguez em 1879, anuncia o primeiro torneio de xadrez disputado no Brasil, em 1880. Participariam seis dos melhores amadores da Corte: Machado de Assis, Arthur Napoleão, João Caldas Viana Filho, visconde de Pirapitinga (o primeiro grande enxadrista brasileiro e provavelmente o maior jogador surgido no Brasil até 1930), Charles Pradez (suíço que residiu alguns anos no Rio de Janeiro), Joaquim Navarro e Vitoriano Palhares. Após as primeiras rodadas do torneio, o resultado parcial divulgado mostrava Machado de Assis liderando com seis pontos, seguido de Arthur Napoleão (cinco e meio), Caldas Vianna (quatro e meio), Charles Pradez (quatro), Joaquim Navarro (um) e Vitoriano Palhares (um). Machado de Assis terminou o torneio em terceiro lugar, atrás apenas de Arthur Napoleão e João Caldas Vianna. A revista termina em 1880 e o Jornal do Commercio, em 1886, passa a publicar aos domingos uma coluna de Napoleão. Num artigo em retrospecto dos torneios de xadrez, publicados por este jornal em 3 de janeiro de 1886, não há menção da participação de Machado entre os disputantes.
Estes fatos foram pesquisados e coletados em revistas e jornais da época existentes na Biblioteca Nacional por Herculano Gomes Mathias em "Machado de Assis e o jogo de xadrez", artigo publicado nos Anais do Museu Histórico Nacional, volume 13, 1952–1964, que estabelece também uma cronologia das menções enxadrísticas em relação a Machado de Assis. Após o primeiro torneio brasileiro de xadrez, cada vez mais rareiam documentos que relacionem Machado ao jogo, mas seu interesse se manteve. Em 4 de janeiro de 1882, fundava-se no Rio o Clube Beethoven, casa restrita com saraus íntimos e concertos de música clássica que, em pouco tempo, contava com uma sala de xadrez. Através do Almanaque Laemmert de 1884, é possível constatar que aderiram ao Clube novos sócios enxadristas, como Napoleão, Charles Pradez, Caldas Vianna e Machado de Assis. Machado de Assis, que também servia na direção do clube funções de bibliotecário, lamenta o fim do clube em crônica de 5 de julho de 1896: "(...) Mas tudo acaba, e o clube Beethoven, como outras instituições idênticas, acabou. A decadência e a dissolução puseram termo aos longos dias de delícias". Herculano Gomes Mathias nota, porém, que nos torneios efetuados pelo clube, a partir de 1882, não consta a participação de Machado de Assis, nem mesmo no Club dos Diários, onde jogava muito, ao contrário de Caldas Vianna e de Arthur Napoleão, cujos nomes estão na relação de associados. Ainda assim, em crônica de 2 de janeiro de 1896, lemos uma referência ainda entusiasmada: "(...) Meu bom xadrez, meu querido xadrez, que és o jogo dos silenciosos (...)" Mathias avalia: "A qualidade do jogo de Machado examinada através do estudo de suas partidas, e a facilidade com que solucionava os problemas publicados na imprensa dão-nos uma ideia lisonjeira de sua força como jogador. (...) Vê-se que Machado de Assis, no que toca aos parceiros [Arthur Napoleão e João Caldas Viana], estava em boa companhia. (...)".

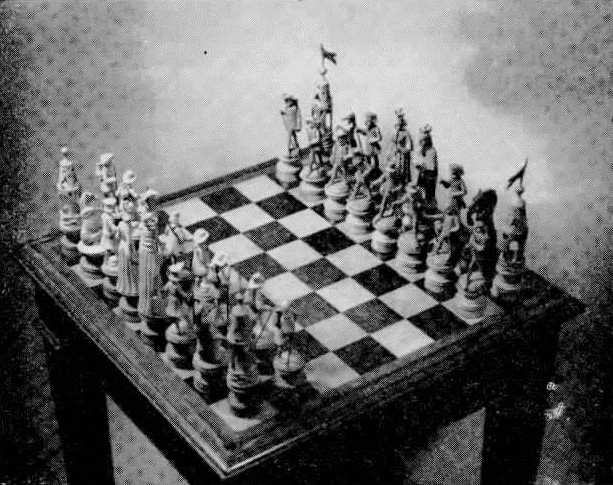
Tabuleiro de xadrez que pertenceu a Machado de Assis. Nos anos de 1960, o tabuleiro estava na posse do Marechal Estevão Leitão de Carvalho. Em 1997, o tabuleiro de madeira e vidro, em estilo imperial, era mantido junto a diversos outros móveis de Machado, como sua cama e mesa da sala de jantar, em más condições de conservação na biblioteca do Centro de Letras e Artes da Uni-Rio. Um ano depois, a Academia Brasileira de Letras se apropriou de todo seu mobiliário e acervo e fez um cuidadoso restauro que foi até mesmo mostrado em exibição. Só existem seis tabuleiros de xadrez esculpidos em madeira no mundo, sendo este o único na América do Sul

Em artigo intitulado "Machado de Assis, o enxadrista", de 2008, para a Revista Brasileira, publicada pela Academia Brasileira de Letras, o enxadrista e analista de sistemas Cláudio de Souza Soares considera estes dados históricos todos para analisar se a mentalidade enxadrista de Machado de Assis poderia revelar algo de sua genialidade. Considera alguns momentos proeminentes em que o jogo aparece em sua obra. No conto "Antes que Cases..". (1875), a personagem Ângela diz para o personagem Alfredo: "- A vida não é um jogo de xadrez". No romance Iaiá Garcia (1878), volta atrás, ao descrever que "Das qualidades necessárias ao xadrez, Iaiá possuía as duas essenciais: vista pronta e paciência beneditina; qualidades preciosas na vida, que também é um xadrez, com seus problemas e partidas, umas ganhas, outras perdidas, outras nulas". Cláudio de Souza Soares afirma: "A discrição e a obstinação de Machado eram características de um grande enxadrista. Quanto mais sua obra se afirma, mais ele se torna um homem retraído, calado, metido consigo. Em 1880, época de sua mais intensa atividade enxadrística, ele publica, originalmente como folhetim, o romance que para muitos é o divisor de águas em sua carreira: Memórias Póstumas de Brás Cubas".
Anos mais tarde, no romance Esaú e Jacó (1904), Machado de Assis explica seu método de criação literária, comparando a narrativa a um jogo de xadrez: "Por outro lado, há proveito em irem as pessoas da minha história colaborando nela, ajudando o autor, por uma lei de solidariedade, espécie de troca de serviços, entre o enxadrista e os seus trebelhos". ("trebelho" é qualquer peça de xadrez) O jogo ainda é mencionado em vários outros contos: "Questão de vaidade", "Astúcias de Marido", "História de uma Lágrima", "Rui de Leão", "Qual dos Dois", "Quem Boa Cama Faz", "A Cartomante" e em diversas crônicas. Em seu artigo, Cláudio de Souza Soares sentencia: "Para a mente de um romancista-enxadrista, a associação do jogo com a literatura soa natural. A leitura de um livro é apenas uma das possibilidades que o arranjo de suas jogadas, ou histórias, pode conter. Esse é o princípio da combinatória. Esse é o princípio do jogo que Machado propõe aos seus leitores. (...) Enquanto um livro de Machado de Assis for exumado de uma estante e lido, é porque a partida continua. Estamos em xeque. O próximo movimento de Machado de Assis é um enigma. A ressaca no olhar inesgotável de Capitu é apenas um deles. Pistas essenciais para o estudo da obra do grande escritor brasileiro poderão ser descobertas nos labirintos do tabuleiro, no contínuo movimento de suas peças? Como ele próprio nos aconselha em Iaiá Garcia, será preciso manter a vista pronta e a paciência beneditina, pois aqui (e assim é a própria vida) jogamos xadrez".
O interesse de Machado de Assis pelo xadrez prolongou-se por muitos anos, conforme revela sua correspondência com o amigo Joaquim Nabuco que, em 1883, lhe envia de Londres retalhos de jornais com transcrições de partidas, atendendo ao pedido do amigo. Em crônica de 25 de fevereiro de 1894, evoca os personagens Próspero e Miranda da última peça de Shakespeare, A Tempestade, para escrever: "(...) diria à bela Miranda que jogasse comigo o xadrez, um jogo delicioso, por Deus! imagem da anarquia, onde a rainha come o pião, o pião come o bispo, o bispo come o cavalo, o cavalo come a rainha, e todos comem a todos. Graciosa anarquia, tudo isso sem rodas que andem, nem urnas que falem!" Em 1927, na introdução do seu livro Xadrez Elementar, Eurico Penteado escreveu, em retrospecto e homenagem: "Enfim, uma era nova parecia surgir para o xadrez nacional, quase moribundo, após os dias brilhantes de Caldas Vianna, Arthur Napoleão, Machado de Assis e outros".

### Saúde
Para biógrafos ortodoxos, Machado de Assis possuía uma saúde muito frágil. Acredita-se que tenha nascido com epilepsia e gagueira, e que desenvolveu ao longo de sua vida problemas nervosos, cegueira, depressão, que teriam se agravado após o falecimento da esposa. As crises epilépticas teriam se iniciado na infância, tendo remissão na adolescência e recidivaram na terceira década, tornando-se mais frequentes nos últimos anos. Na icônica imagem abaixo, vê-se Machado sendo acudido próximo ao Cais Pharoux, em 1º de setembro de 1907, na Praça XV, fotografia tirada por Augusto Malta.
Disfarçando a gagueira, conta-se que certa vez lhe notaram a dificuldade com que se expressava por conta das mordeduras na língua, ao que o escritor retrucou: "estas aftas, estas aftas...". Quanto à epilepsia, crê-se que não a contou nem mesmo para Carolina antes do casamento até acometê-lo uma crise generalizada tônico-clônica que desde criança prefigurava como "umas coisas esquisitas" que não haviam se repetido até o casamento. Crê-se que o autor não tivesse tido até então uma crise típica. Mesmo antes da morte de Carolina, em 1880 parcialmente perdeu a visão, tendo que ouvir a esposa ler-lhe textos de jornais ou livros.

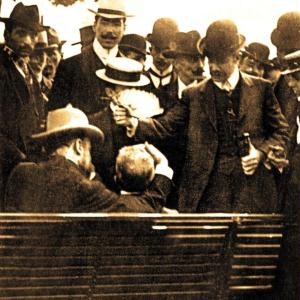
Em impressionante fotografia de Augusto Malta, Machado é acudido na Praça XV durante o que se supõe ser uma de suas crises de epilepsia, em 1º de setembro de 1907

Certos biógrafos dizem que ele não aludia sua enfermidade e nem lhe escrevia o nome, como em sua correspondência com o amigo Mário de Alencar: "O muito trabalhar destes últimos dias tem-me trazido alguns fenômenos nervosos...". Para alguns, a censura da palavra "epilepsia" lhe fez excluí-la das edições ulteriores de Memórias Póstumas de Brás Cubas, mas que deixaria escapar na edição primeira ao descrever o padecimento da personagem Virgília diante da morte do amante: Não digo que se carpisse; não digo que se deixasse rolar pelo chão, epiléptica..., que fora substituída por: Não digo que se carpisse, não digo que se deixasse rolar pelo chão, convulsa...
Praticamente todos seus biógrafos fizeram o diagnóstico de epilepsia: Lopes (1981) sugeriu a ocorrência, muito comum pelo menos na última fase da vida, de crises psicomotoras, provavelmente decorrentes de foco temporal e da ínsula, enquanto Guerreiro (1992), utilizando conceitos da epileptologia atual, assinalou que sofria alterações da consciência, automatismos e confusão pós-crítica. Ambos autores chegaram à conclusão que as crises eram provenientes do lobo temporal direito. Alguns indicam que um complexo de inferioridade acrescido de um grande introvertimento contribuíram para sua personalidade epileptóide. Segundo A. Botelho, "o epiléptico nem sempre está irritado, porém se mostra com frequência apático, deprimido e triste, com plena consciência de sua inferioridade social". A epilepsia seria, definitivamente, um fardo para Machado. Carlos de Laet presenciou o que seria uma de suas crises públicas e descreveu-a assim:
"Estava eu a conversar com alguém na Rua Gonçalves Dias, quando de nós se acercou o Machado e dirigiu-me palavras em que não percebi nexo. Encarei-o surpreso e achei-lhe desmudada a fisionomia. Sabendo que de tempos em tempos o salteavam incômodos nervosos, despedi-me do outro cavalheiro, dei o braço ao amigo enfermo, fi-lo tomar um cordial na mais próxima farmácia e só o deixei no bonde das Laranjeiras, quando o vi de todo restabelecido, a proibir-me que o acompanhasse até casa." — Carlos de Laet
Apesar dessas teses, críticos como Jean-Michel Massa e Valentim Facioli afirmaram que as enfermidades de Machado não passam de "mitos românticos". Para esse grupo, os biógrafos tendem a exagerar seus sofrimentos, o que seria fruto do "psicologismo que invadiu a crítica literária dos anos 30 e dos anos 40". Argumentam que na época muitos negros eram guindados ao Ministério e que o próprio Machado foi subindo socialmente, o que desvalidaria a tese de sentimento de inferioridade. Contudo, o relato de Carlos de Laet reproduzido acima não deixa dúvidas. Outros críticos conectam a saúde de Machado com sua obra. O conto "Verba Testamentária" de Papéis Avulsos descreve uma crise epiléptica ([...] tinha ocasiões de cambalear; outras de escorrer-lhe pelo canto da boca um fio quase imperceptível de espuma.), enquanto que em Quincas Borba um dos personagens percebe que andava à toa, vertiginoso (Deu por si na Praça da Constituição.) Memórias Póstumas de Brás Cubas conta em uma de suas linhas um problema nervoso em que o narrador vai andando conforme a perna lhe leva ([...] nenhum merecimento da ação me cabe, e sim às pernas que a fizeram), enquanto que no poema "Suave Mari Magno" há explicitamente o uso da palavra "convulsão": Arfava, espumava e ria,/ De um riso espúrio e bufão,/ Ventre e pernas sacudia,/ Na convulsão. Alguns notam que o Bentinho de Dom Casmurro, por ter se tornado uma pessoa fechada, taciturna, mal-humorada, podia sofrer de distimia, enquanto que seu companheiro Escobar sofria de transtorno obsessivo-compulsivo e de tiques motores, com possível controle sobre eles.
Em 1991, a novela inovadora O Alienista foi vista como a primeira contribuição brasileira à antipsiquiatria e a escrita de Machado, que faz inúmeras referências a problemas mentais de saúde, vista como uma extensão de seu "sentimento de inferioridade por ser mulato, de origem pobre, órfão, e epiléptico". No ano derradeiro, tendo interrompido todas as atividades sociais e o trabalho no Ministério como diretor-geral por causa do comprometimento com a saúde, sobretudo por causa dos ataques epilépticos, procurou ajuda com o importante doutor Miguel Couto, que já havia tratado de Carolina. Couto recomendou brometo, um fraco tranquilizante; a droga ingerida foi ineficaz, causando efeitos indesejáveis e obrigando Machado a seguir o conselho de um dos amigos para descontinuar o tratamento e optar pela homeopatia, que, no entanto, não surtiu grandes melhoras. Em seus últimos dias, morreu com uma úlcera cancerosa na boca, provavelmente derivada de seus diversos tiques nervosos, e que lhe impedia de ingerir qualquer alimento sólido.

## Reputação crítica
Machado usufruiu de grande prestígio em vida, fato raro para um escritor na época. Desde cedo, ganhou reconhecimento de Antônio de Almeida e José de Alencar, que liam-no através de suas primeiras crônicas e contos nas revistas e jornais cariocas. Em 1881, com a publicação de Memórias Póstumas..., Urbano Duarte escreveu que sua obra era "falsa, deficiente, sem nitidez, e sem colorido". Com o impacto inovador do volume, Capistrano de Abreu questionava se o livro era mesmo um romance, ao passo que um outro comentarista elogiava-o como "sem correspondência nas literaturas de ambos os países de língua portuguesa". A votação unânime que colocou Machado de Assis, dentre diversos intelectuais e escritores de sua época, como presidente da Academia Brasileira de Letras reforça o seu prestígio e consagração enquanto esteve vivo.

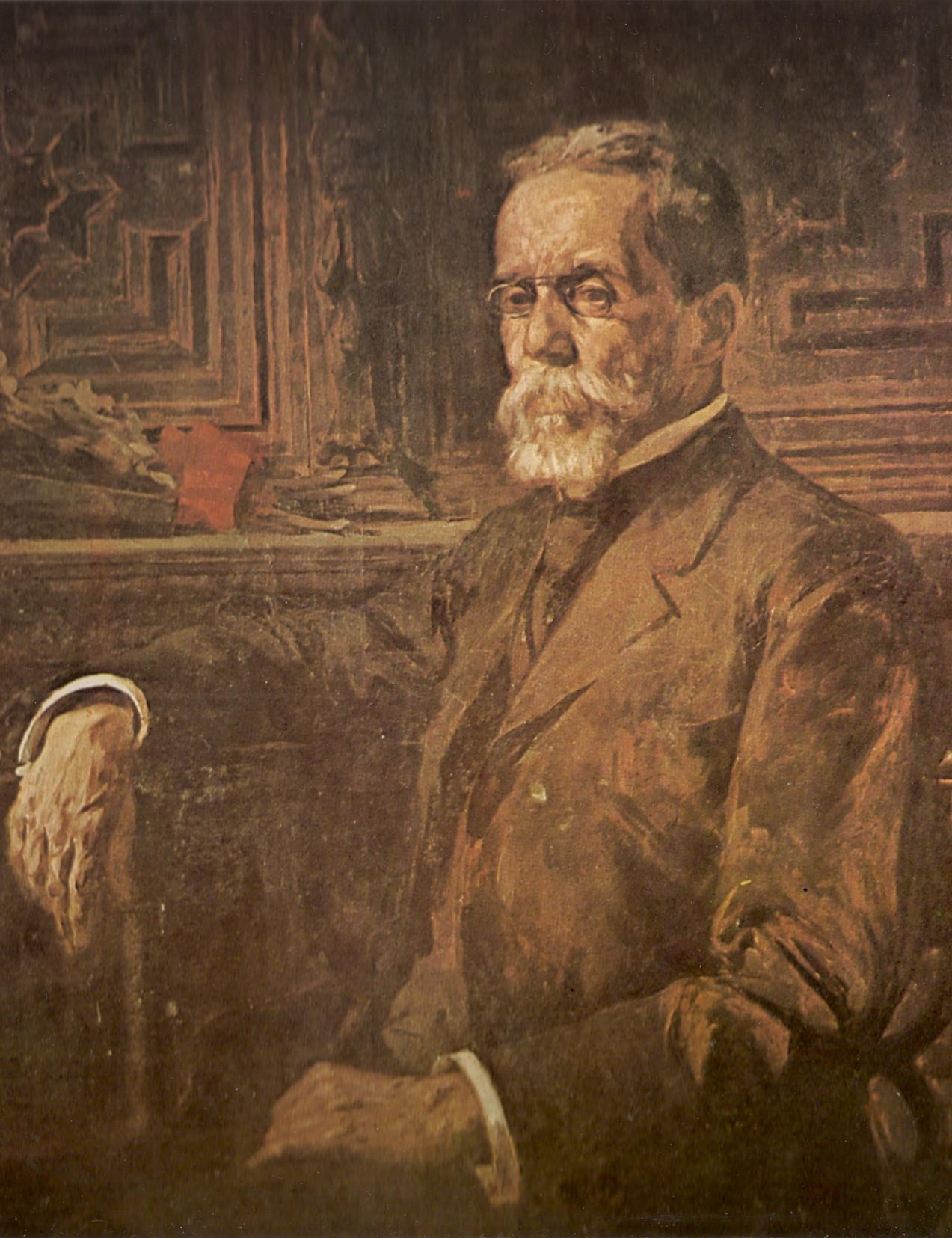
Detalhe do quadro Machado de Assis c. 1905, pintado por Henrique Bernardelli: o fato de ter sido retratado em vida comprova sua consagração

Em 1908, a publicação de História da Literatura Brasileira, de José Veríssimo, intensificou esta última perspectiva crítica posicionando Machado de Assis como o cume da literatura nacional: "a mais alta expressão do nosso gênero literário, a mais eminente figura da nossa literatura". O livro de Veríssimo reserva o último capítulo para tratar exclusivamente de Machado de Assis. Veríssimo entrou em conflito intelectual com Sílvio Romero, expoente da crítica naturalista no Brasil, que igualmente atribuía a Machado o título de maior escritor brasileiro, embora alegasse falta de maior expressividade, falta das "cores locais" em sua obra e denunciasse também seu suposto afastamento das questões político-sociais, em 1897. Sabemos que o Brasil do fim do século XIX e o Brasil no início do século XX eram precários nos meios gráficos e de difusão, todavia os livros de Machado de Assis já alcançaram distantes regiões do país: na primeira metade do século XX, intelectuais e escritores do Mato Grosso já liam Machado e apoiavam-se em seu estilo como parâmetro e grande influência estética. Na ocasião do centenário de Machado de Assis em 1939, a Revista do Brasil, pertencente então aos Diários Associados, dedicou um número ao grande autor morto havia 31 anos, mostrando, conforme registrou o jornalista e escritor Otto Lara Resende em ensaio de 1989, que Machado era "já inquestionavelmente um nome glorioso e consagrado".
Os modernistas de 22, no geral, consideravam-no com certas ressalvas, admitindo sua importância, mas descartando certos elementos de convencionalismos estéticos ou pessoais. Vejamos as conclusões de dois dos seus maiores expoentes nas letras. Mário de Andrade, por exemplo, por ocasião do centenário do nascimento de Machado de Assis, comemorado em 1939, escreveu três crônicas, em que considera que Machado produzira "apaixonante obra e do mais alto valor artístico, prazer estético de magnífica intensidade que me apaixona e que cultuo sem cessar", "deixou, em qualquer dos gêneros em que escreveu, obras-primas perfeitíssimas de forma e fundo", mas que detestaria tê-lo em seu convívio, provavelmente por ele ser um prosador "encastelado", tendo, segundo Mário, falhado em captar a vida do Rio de Janeiro como França Júnior, João do Rio e Lima Barreto, e mesmo a alma brasileira, como Gonçalves Dias, Castro Alves, o Aleijadinho, Almeida Júnior, Farias Brito e outros, e sobretudo por suas questões mal resolvidas de "mestiçamento", delineando, enfim, distinção entre autor e obra. Oswald de Andrade, outro nome de destaque do Modernismo, cujo estilo literário se insere, assim como o de Mário, na tradição experimental, metalinguística e citadina mais ou menos dialogável com a obra mais experimental de Machado de Assis, tinha Dom Casmurro como um de seus livros preferidos e encarava o escritor como um mestre do romance brasileiro, mas notou, nas suas memórias de 1954, quanto à suposta tentativa de Machado de se livrar da herança étnica: "Como bom preto, o grande Machado o que queria era se lavar das mazelas atribuídas à sua ascendência escrava. Fazia questão de impor rígidos costumes à instituição branca que dominava". Enquanto Astrojildo Pereira preconizava o "nacionalismo" em Machado, Octávio Brandão criticava a falta do socialismo científico em sua obra. Desta época, destaca-se também a crítica de Augusto Meyer, para quem o uso do homem subterrâneo na obra machadiana é um meio em que ele teria encontrado para relativizar todas as certezas.

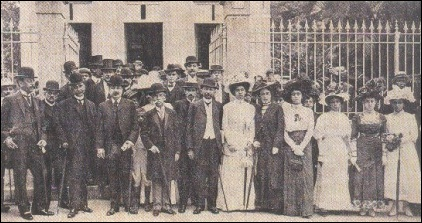
Rui Barbosa, segundo presidente da Academia, lidera uma visita de leitores e fãs à casa do primeiro presidente, Machado de Assis, à rua Cosme Velho, 18, em 9 de outubro de 1910, dois anos após a morte daquele que era chamado de mestre até mesmo por seus colegas. A foto representa interesse e preservação por uma obra e vida que só cresceu e se desenvolveu

A revolução modernista durante o começo e o meio do século vinte aproveitou a obra de Machado em objetivos da vanguarda. Ela foi alvo de feministas da década de 1970, como Helen Caldwell, que enxergou a personagem feminina Capitu de Dom Casmurro como vítima das palavras do narrador-homem, mudando completamente a perspectiva que se tinha até então deste romance. Antonio Candido escreveu que a erudição, a elegância e o estilo vazada numa linguagem castiça contribuíram para a popularidade de Machado de Assis. Com estudos da sexualidade e a psique humana, bem como com o surgimento do existencialismo, atribuiu-se um certo psicologismo às suas obras, especialmente "O Alienista", muitas vezes comparando-as com as de Freud e Sartre. A partir dos anos 80 e seguinte, a obra machadiana ficou amplamente aberta para movimentos como a psicanálise, filosofia, relativismo e teoria literária, comprovando que é aberta a diversas interpretações e que o interesse por ela continua crescente nos últimos tempos, em todos os lugares do mundo.
Nos últimos tempos, com recentes traduções para outras línguas, Machado de Assis tem sido considerado, por críticos e artistas do mundo inteiro, um "gênio injustamente relegado à negligência mundial" que, com o tempo, vem sendo corrigida. Harold Bloom o posicionou entre os 100 maiores gênios da literatura universal e "o maior literato negro surgido até o presente". Dentre os críticos mais aprofundados, específicos e sistemáticos de sua obra no exterior, destacam-se Helen Caldwell (Estados Unidos), John Gledson (Inglaterra), Anatole France (França), David Jackson (Estados Unidos), David Haberly (Estados Unidos), Victor Orban (Bélgica), Samuel Putnam (Estados Unidos), Edith Fowke (Canadá), Susan Sontag (Estados Unidos), João Gaspar Simões (Portugal), Hélder Macedo (África do Sul/Portugal), Tzvetan Todorov (Bulgária/França), Gérard Genette (França), Giusepe Alpi (Itália), Lourdes Andreassi (Portugal), Albert Bagby Jr. (Estados Unidos), Abel Barros Baptista (Portugal), Edoardo Bizzarri (Itália), Jean-Michel Massa (França), Adrien Delpech (França), Albert Dessau (Alemanha), Paul B. Dixon (Estados Unidos), Keith Ellis, Edith Fowke (Canadá), Richard Graham (Estados Unidos), Pierre Hourcade (França), Linda Murphy Kelley (Estados Unidos), John C. Kinnear, Alfred Mac Adam (Estados Unidos), Hendrik Houwens Post (Países Baixos), John Hyde Schmitt, Tony Tanner (Inglaterra), Jack E. Tomlins (Estados Unidos), Carmelo Virgillo (Estados Unidos), Dieter Woll (Alemanha) e outros, além de no Brasil serem conhecidos os nomes de Afrânio Coutinho, Alcides Maia, Alfredo Bosi, Antonio Candido, Brito Broca, Domício Proença Filho, Eugênio Gomes, José Aderaldo Castello, José Guilherme Merquior, José Leme Lopes, José Veríssimo, Lúcia Miguel Pereira, Marcos Almir Madeira, Plínio Doyle, Raimundo Faoro, Roberto Schwarz, Sérgio Buarque de Holanda, Sidney Chalhoub, Sílvio Romero etc.
A crítica moderna e contemporânea global confere a Machado de Assis o título de um dos senão de melhor escritor brasileiro de todos os tempos, e sua obra é vista hoje em dia de fundamental importância e obrigatoriedade para as universidades e a vida acadêmica e literária em geral no país.

## Leituras
Machado de Assis era um exímio leitor e, consecutivamente, sua obra foi influenciada pelas leituras que fazia. Após sua morte, seu patrimônio constituía, entre outras coisas, de aproximadamente 600 volumes encadernados, 400 em brochura e 400 folhetos e fascículos, no total de 1 400 peças. Sabe-se que era familiarizado com os textos clássicos e com a Bíblia. Em O Analista, Machado faz ligação à sátira menipeia clássica ao retomar a ironia e a paródia em Horácio e Sêneca. O Eclesiastes, por sua vez, legou a Machado uma peculiar visão de mundo e foi seu livro de cabeceira no fim da vida.
Dom Casmurro é provavelmente a obra que mais possui influência teológica. Há referências a São Tiago e São Pedro, principalmente pelo fato de o narrador Bentinho ter estudado em seminário. Além disso, no Capítulo XVII Machado faz alusão a um oráculo pagão do mito de Aquiles e a ao pensamento israelita. De fato, Machado dispunha de uma biblioteca abastecida com teologia: crítica histórica sobre religião, à vida de Jesus, ao desenvolvimento do cristianismo, à literatura hebraica, à história Muçulmana, aos sistemas religiosos e filosóficos da Índia. Jean-Michel Massa realizou um catálogo dos livros da biblioteca do autor, que foi revisto em 2000 pela pesquisadora Glória Vianna, que constatou que 42 dos volumes da lista original de Massa estavam extraviados:
- 1. Les déicides: examen de la vie de Jésus et des développements de l'église chrétienne dans leurs rapports avec le judaïsme, de Joseph Cohen (1864).
- 2. La science des religions, de Émile-Louis Burnouf (1872).
- 3. Philosophie du droit ecclésiastique: des rapports de la religion et de l'État, de Adolphe Franck (1864).
- 4. Le pape et le concile, de Janus (1864).
- 5. L'Immaculée Conception — études sur l'origine d'un dogme, de A. Stap (1869).
- 6. Histoire littéraire de l'Ancien Testament, de Theodor Nöldeke (1873).
- 7. Histoire du Mahométisme, de Charles Mills (1825).
- 8. Chants populaires du sud de l'Inde, sem o nome do autor (1868).
- 9. Pensées de Pascal (précédées de sa vie, par Madame Périer), de Blaise Pascal.
- 10. A Bíblia, contendo o Velho Testamento e o Novo Testamento, traduzida em português por António Pereira de Figueiredo, segundo a Vulgata Latina (1866).

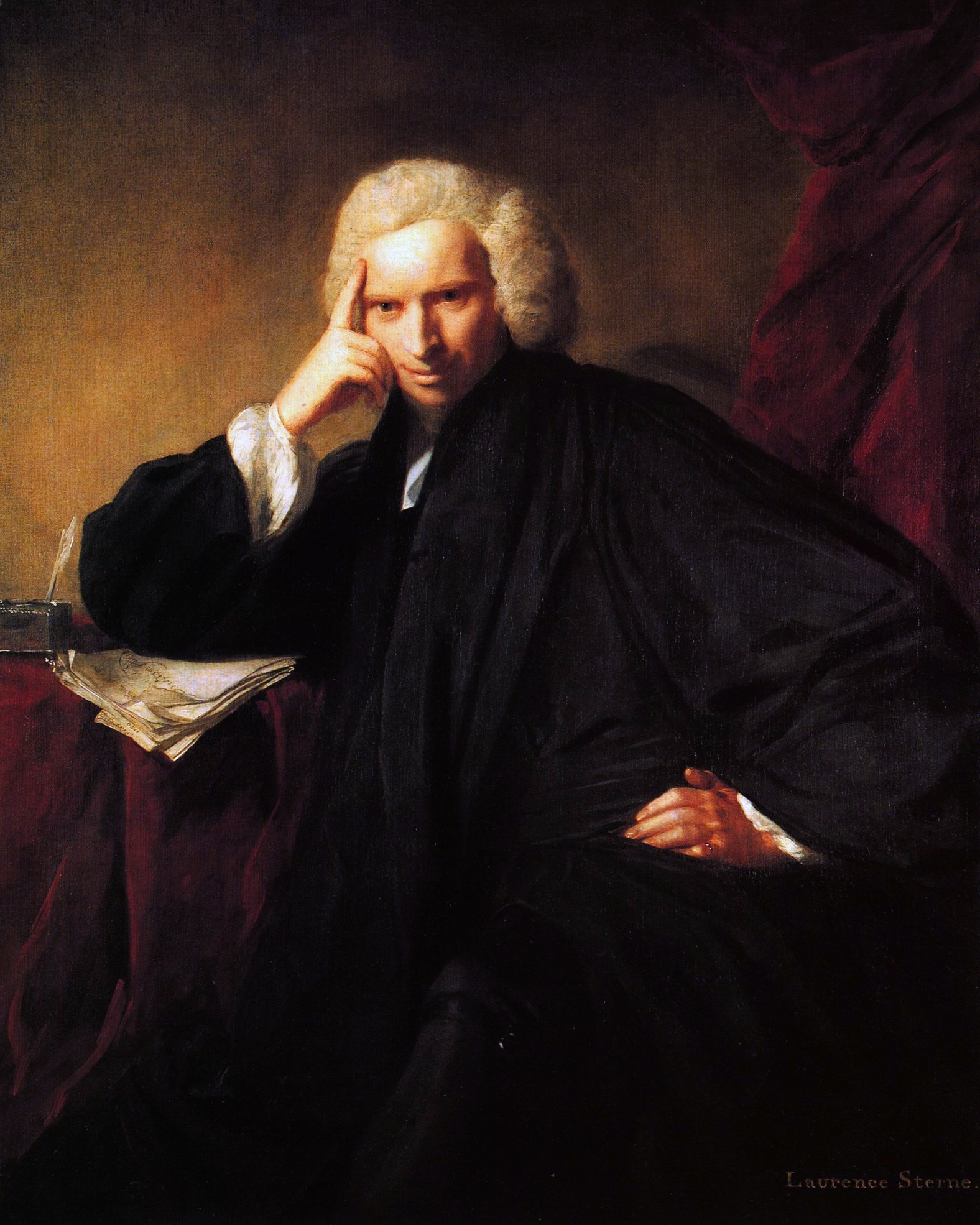
Laurence Sterne, por Joshua Reynolds, 1760

Machado também lia seus contemporâneos; admirava o realismo "sadio" e "colorido" de Manuel Antônio de Almeida e a "vocação analítica" de José de Alencar. Ele também leu Octave Feuillet, Gustave Flaubert, Balzac e Zola, mas sua maior influência advém da literatura inglesa, sobretudo Sterne e Jonathan Swift. Adepto do romance da Era vitoriana, era oposto à libertinagem literária do século anterior e vinculado às litotes no vocabulário e no desenvolvimento narrativo. Sua obra também possui uma variedade de citações e correlações com quase todas de Shakespeare, notavelmente Otelo, Hamlet, Macbeth, Romeu e Julieta, O Estupro de Lucrécia e Como Gostais. Os escritores Sterne, Xavier de Maistre e Garret constituem a gama de autores que mais influenciaram a obra madura de Machado, sobretudo os capítulos 55 e 139 pontilhados, ou os capítulos-relâmpago (como 102,107,132 ou 136) e o garrancho da assinatura de Virgília no capítulo 142 das Memórias Póstumas de Brás Cubas. Suas maiores influências na sátira e na forma narrativa livre, contudo, não advém da Inglaterra — mas da França. A "maneira livre" que Machado se refere nas linhas iniciais deste romance é uma afirmação explícita de Maistre, que lhe legou uma "narrativa caprichosa, digressiva, que vai e vem, sai da estrada para tomar atalhos, cultiva o a- propósito, apaga a linha reta, suprime conexões". De fato, Viagem à Roda do Meu Quarto (1794) fez com que Machado optasse por capítulos mais curtos do que aqueles produzidos em seu primeiro ciclo literário.

Arthur Schopenhauer

Outros estudiosos também citam o nome de filósofos, como Montaigne, Pascal e Schopenhauer. Este primeiro, com seus Essais (1580), apresentou a Machado a concepção do "homem diante das coisas" e despertou a repulsa de Machado de Assis à increpação de materialismo. Pascal, por sua vez, era leitura necessária à Machado, como ele próprio escreveu numa de suas cartas ao colega Joaquim Nabuco. Sérgio Buarque de Holanda escreveu uma comparação da obra dos dois autores na seguinte forma: "Comparado ao de Pascal, o mundo de Machado de Assis é um mundo sem Paraíso. De onde uma insensibilidade incurável a todas as explicações que baseiam no pecado e na queda a ordem em que foram postas as coisas no mundo. Seu amoralismo tem raízes nessa insensibilidade fundamental". E, por fim, Schopenhauer, onde, escrevem, Machado teria encontrado visões do pessimismo e ainda desdobrado sua escrita em mitos e metáforas acerca de uma "inexorabilidade do destino". Raimundo Faoro, sobre a obra do filósofo alemão na obra de Machado, argumentou que o autor brasileiro havia realizado uma "tradução machadiana da vontade de Schopenhauer" e que logrou conceber seu primeiro romance após "haver descoberto o fundamento metafísico do mundo, o demonismo da vontade que guia, sem meta nem destino, todas as coisas e os fantoches de carne e sangue". O mundo como vontade e representação (1819), para alguns, encontra seu cume alto em Machado de Assis com os desejos frustrados do personagem Brás Cubas.

## Influência
Machado de Assis influenciou e influencia uma plêiade de escritores, sociólogos, historiadores, intelectuais em geral e artistas pelo Brasil e pelo mundo. Nomes como Olavo Bilac e Coelho Neto, Joaquim Francisco de Assis Brasil, Cyro dos Anjos, Lima Barreto (especialmente seu Triste Fim de Policarpo Quaresma), Moacir Scliar, Múcio Leão, Leo Vaz, Drummond de Andrade, Nélida Piñon, e sua obra permanece como uma das mais respeitadas e influentes da literatura brasileira. Rubem Fonseca escreveu os contos "Chegou o Outono", "Noturno de Bordo" e "Mistura" baseado na linguagem de Machado de Assis— "a frase curta, despojada de ornatos, na emoção disfarçada, na reticência que sugere". Os temas teológicos abordados em seus contos, como em "Missa do Galo", influenciaram o escritor e pensador cristão Gustavo Corção. Lygia Fagundes Telles também se diz influenciada por Machado, especialmente por sua "ambiguidade, o texto enxuto, a análise social e a ironia fina". Em 1967, Lygia realizou a adaptação cinematográfica do romance Dom Casmurro com Paulo Emílio Sales Gomes, intitulado Capitu, com direção de Paulo Cesar Saraceni. Em 2006, Yasmin Jamil Nadaf realizou uma pesquisa que se concretizou no livro Machado de Assis em Mato Grosso: textos críticos da primeira metade do século XX, onde reúne nove textos de mato grossenses que já na época de Machado sofriam sua influência estética, dois desses escritos por José de Mesquita.

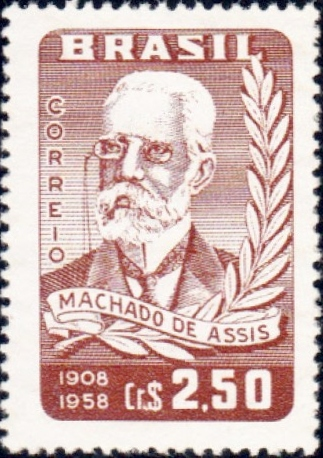
Selo postal em homenagem a Machado de Assis em 1958

Sua obra também atinge a literatura estrangeira. Autores como John Barth e Donald Barthelme anunciaram terem sido influenciados por ele. A Ópera Flutuante, escrito pelo primeiro dos dois, foi influenciado pela técnica de "jogar livremente com as ideias" de Tristram Shandy e de Memórias Póstumas de Brás Cubas. O mesmo romance de Barth foi comparado por David Morrell com Dom Casmurro, onde ambos os personagens principais dos dois livros são advogados, chegam a pensar em suicídio e a comparar a vida a uma ópera, e vivem transtornados num triângulo amoroso. Isaac Goldberg traduziu o poema "Viver" para o inglês e sofreu influência de Machado em sua obra; sua visão de mundo pode ser comparada com a mesma visão de que tinha Machado de Assis. Susan Sontag, por sua vez, recebeu direta influência machadiana logo em seu primeiro romance. Em 2011, ao ser entrevistado por The Guardian, Woody Allen listou Memórias Póstumas de Brás Cubas como um dos cinco livros que mais impactaram em sua vida como cineasta e escritor cômico.
Alguns estudiosos contemporâneos, especialmente Roberto Schwarz, o posicionam como um pré-modernista que prefigurou muitos dos estilos que culminariam na Semana de Arte Moderna. Em Grande Sertão: Veredas, Guimarães Rosa retoma a "viagem de memória" presente em Dom Casmurro e Memórias Póstumas de Brás Cubas, além de seus textos descreverem doenças mentais como os de Machado. A produção modernista do século passado encontrou afinidades com a sua obra e, portanto, lançou relações entre Machado de Assis e nomes como Antonio Candido e Haroldo de Campos. Jô Soares é um dos escritores de hoje em dia que se diz influenciado por Machado, principalmente em seu Assassinatos na Academia Brasileira de Letras (2005). Milton Hatoum, também, tem em Machado uma de suas maiores influências. Seu mais famoso romance, Dois Irmãos (2000), é considerado um "diálogo aberto" com Esaú e Jacó. Recentemente, contos como "A Cartomante" e "O Alienista" foram revertidos em formato de quadrinhos e romances como Helena em mangá.

## Legado e homenagens
Machado de Assis estampa o principal prêmio literário brasileiro, o Prêmio Machado de Assis, oferecido a escritores pelo conjunto da obra. Com Memórias Póstumas de Brás Cubas, é o introdutor do Realismo no Brasil, da narrativa fantástica e também da primeira obra da literatura brasileira que ultrapassa os limites nacionais, sendo um grande autor universal. E, apesar de Álvares de Azevedo e Bernardo Guimarães já escreverem contos pertinentes em meados do século XIX, os críticos notam que é com Machado que o gênero atinge novas possibilidades. Uma dessas possibilidades seria a de inaugurar, em livros como Contos Fluminenses (1870), Histórias da Meia-Noite (1873) e Papéis Avulsos (1882), "uma nova perspectiva estilística e uma nova visão da realidade, mais complexa e matizada". Esses livros trazem contos como "O Alienista", "Teoria do Medalhão", "O Espelho", etc., em que aborda o poder, as instituições e também a loucura e a homossexualidade, que seriam temas literários muito precoces para a época. No gênero romance, com Dom Casmurro (1899), por exemplo, traz à tona intertextualidade e metalinguagem inovadoras e sem precedentes na literatura e também muito influentes no futuro para escritores do mundo inteiro.

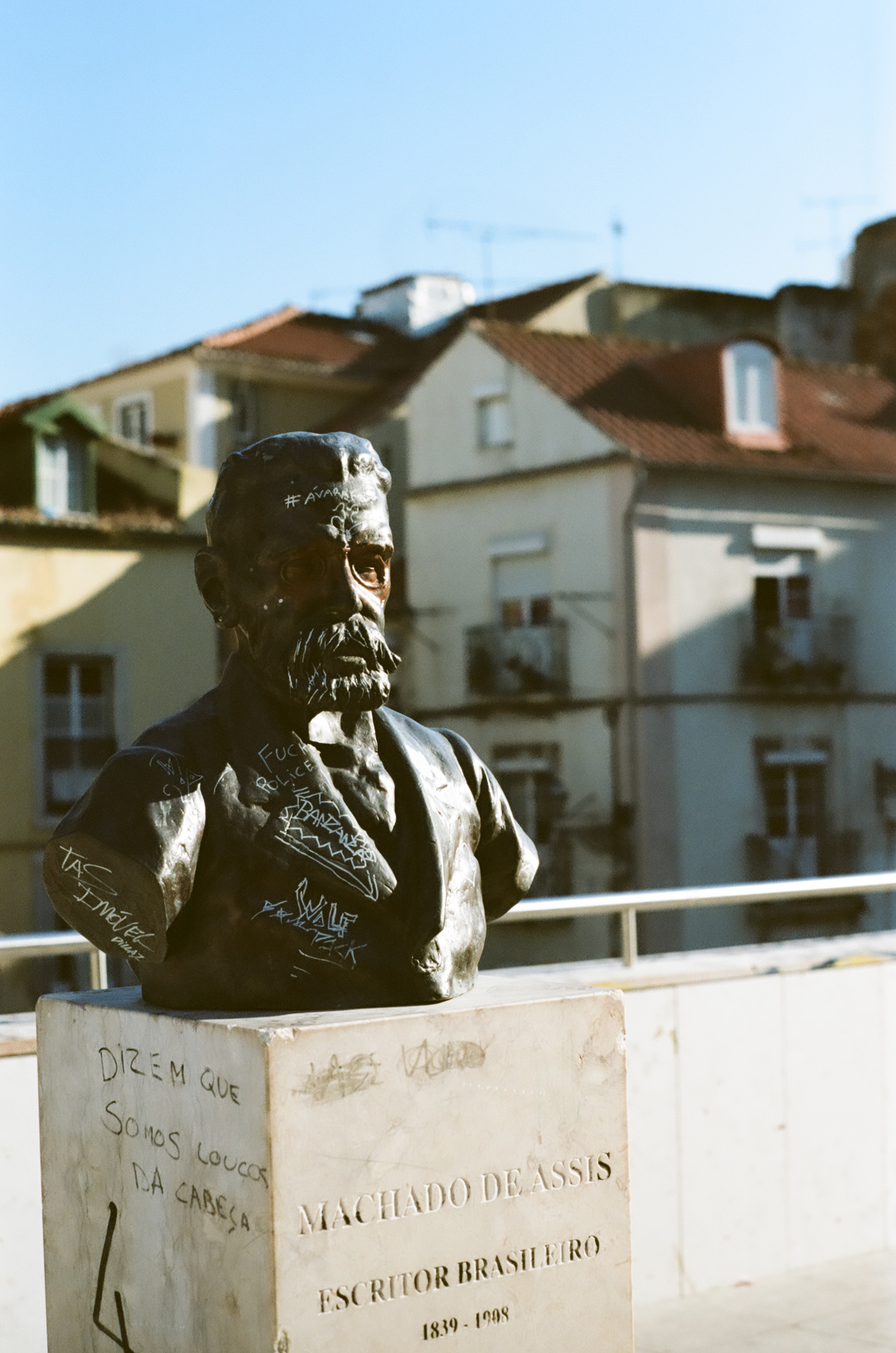
Busto de Machado de Assis em Lisboa

Figura popular na cultura brasileira, Machado de Assis foi homenageado pelas escolas de samba Mocidade Independente de Padre Miguel, no carnaval de 2009, e Beija-Flor de Nilópolis, no carnaval de 2022. Já em 1868, José de Alencar chamaria Machado de "o primeiro crítico brasileiro". Além de ter sido um dos idealizadores da Academia Brasileira de Letras, Machado de Assis animou com suas crônicas e ideias políticas a Revista Brasileira, promoveu os poetas do Parnasianismo e estreitou relações com os maiores intelectuais de seu tempo, de José Veríssimo a Nabuco, de Taunay a Graça Aranha. De qualquer modo, existiria uma certa "riqueza mental" e "beleza moral" que Machado teria legado aos escritores no Brasil, e de fato alguns autores escrevem que "Machado de Assis é fundamental para quem quer escrever".

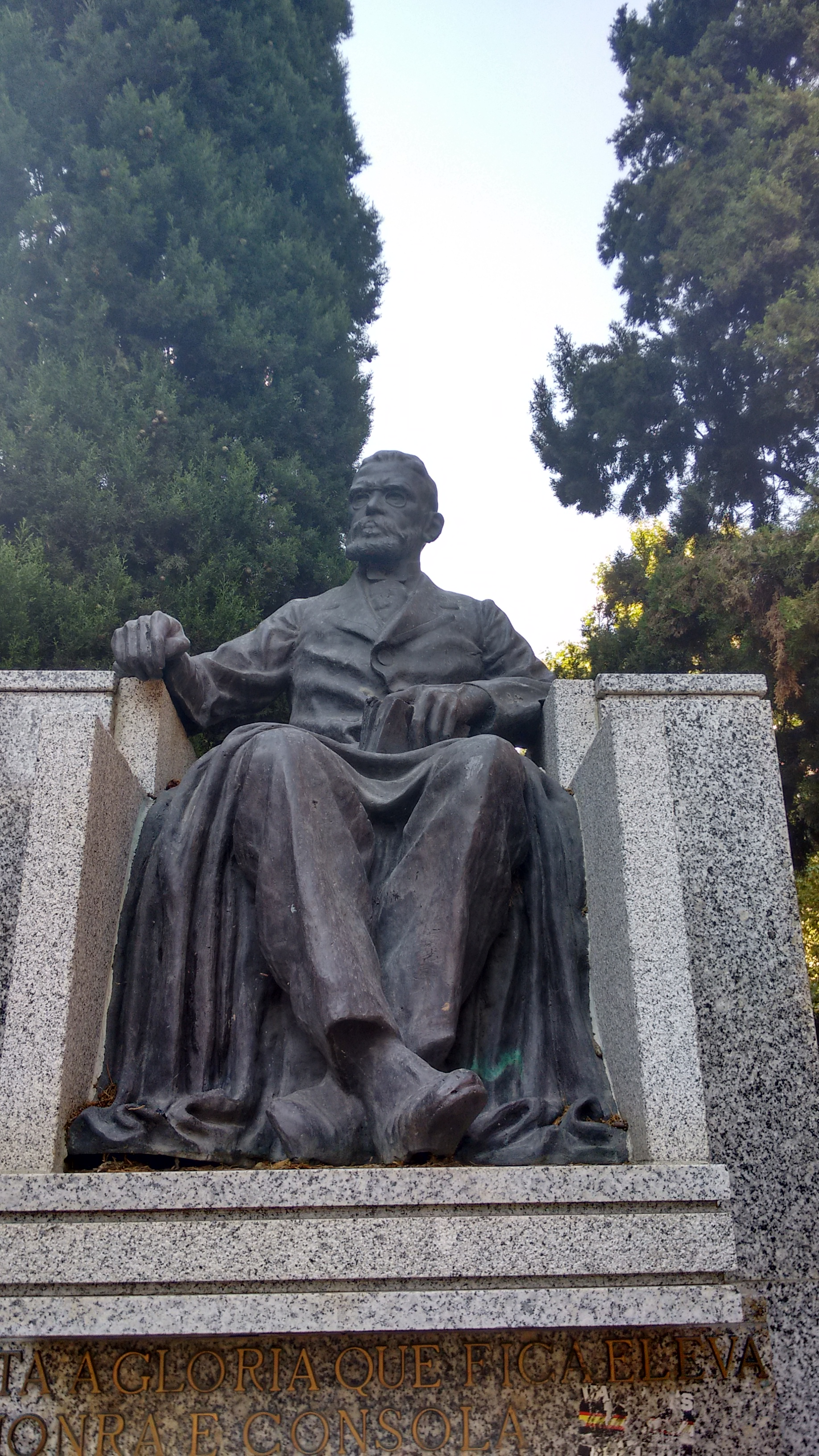
Estátua de Machado de Assis em Madrid, Espanha, inaugurada em 1998. Trata-se de uma reprodução em bronze do monumento em homenagem ao autor feito por Humberto Cozzo em 1929 para a sede da Academia Brasileira de Letras, no centro do Rio de Janeiro

Muitos o consideram um grande predecessor: não bastasse ter introduzido o "realismo" na literatura nacional, certos críticos, como Roberto Schwarz, dizem que ele diz "coisas que Freud diria 25 anos depois". Em Esaú e Jacó, por exemplo, teria antecipado o conceito freudiano de 'complexo de Édipo’". Em Dom Casmurro, teria escrito coisas, principalmente em relação à correlação entre sonho e vigília, que antecipariam a Interpretação dos Sonhos, publicado no mesmo ano que este livro. Críticos estrangeiros referem-se que ele também precedeu, com Memórias Póstumas de Brás Cubas (1881) e "O Espelho" (1882), as ficções fantásticas do realismo mágico de escritores como Jorge Luis Borges e Julio Cortázar, e também o Modernismo, através de intromissões no enredo dos romances e pela opção de capítulos curtos.
Enfim, como escreve o importante crítico e sociólogo Antonio Candido, embora tenha escrito e vivido mais no século XIX, podemos encontrar na ficção machadiana "disfarçados por curiosos traços arcaizantes, alguns dos temas que seriam característicos da ficção do século XX".
Além disso tudo, a obra machadiana é de fundamental importância para a análise das transições políticas no Brasil e da sociedade do Rio de Janeiro do século XIX e século XX, desde sua moda, transportes, arquiteturas e agitações financeiras. Sua obra — não só romances mas também as crônicas — exerce um papel importante para o conhecimento do Segundo Reinado no Brasil e inícios da República. Vale destacar a participação de Machado de Assis, sob o pseudônimo Lélio, na série coletiva de crônicas Balas de Estalo, publicada na Gazeta de Notícias, entre 1883 e 1886, como também depois, na coluna "Bons Dias!" e por fim em "A Semana". As centenas de crônicas são documentos de registro importantes sobre os diversos ocorridos e expressa o contexto da época — marcado por transformações sociais, urbanas, políticas, imigração, abolicionismo, início do capitalismo e da República — e insere-se na formulação de um projeto político baseado no declínio das principais instituições do país — a monarquia, a igreja e a escravidão.
Do ponto de vista universal, sua genialidade é vista como resultado de consistentes razões por demonstrar que seu trabalho, elogiado como é, não encontrou precedentes e, mesmo depois de mais de um século de intensa produção artística no Brasil, são obras citadas como das mais relevantes e mais geniais da classe literária do país. Além disso, segundo escrevem Benedito Antunes e Sérgio Vicente Motta,
"[...] há um universalismo que Machado legou à nossa literatura e uma projeção de nossa literatura à esfera internacional, ao construir uma arte ao mesmo tempo brasileira e universal. Portanto, a invenção machadiana já pressupunha 'caminhos cruzados'."
- O Dia do Xadrez Fluminense é comemorando em 21 de junho, homenageando Machado.[360]
- Existem diversos colégios, escolas e institutos acadêmicos, pelo Brasil, com o nome de Machado de Assis.
- Existem diversos logradouros no Brasil com o nome de Machado.
- Em 2017 seu nome foi inscrito no Livro de Aço dos heróis nacionais depositado no Panteão da Pátria e da Liberdade Tancredo Neves.[31]
- Em 2020 a primeira editora do gênero terror no Brasil, a DarkSide Books, nomeou a edição de seu primeiro prêmio em sua homenagem, Prêmio Machado Darkside.[361]

## Lista de obras

### Edição dos volumes

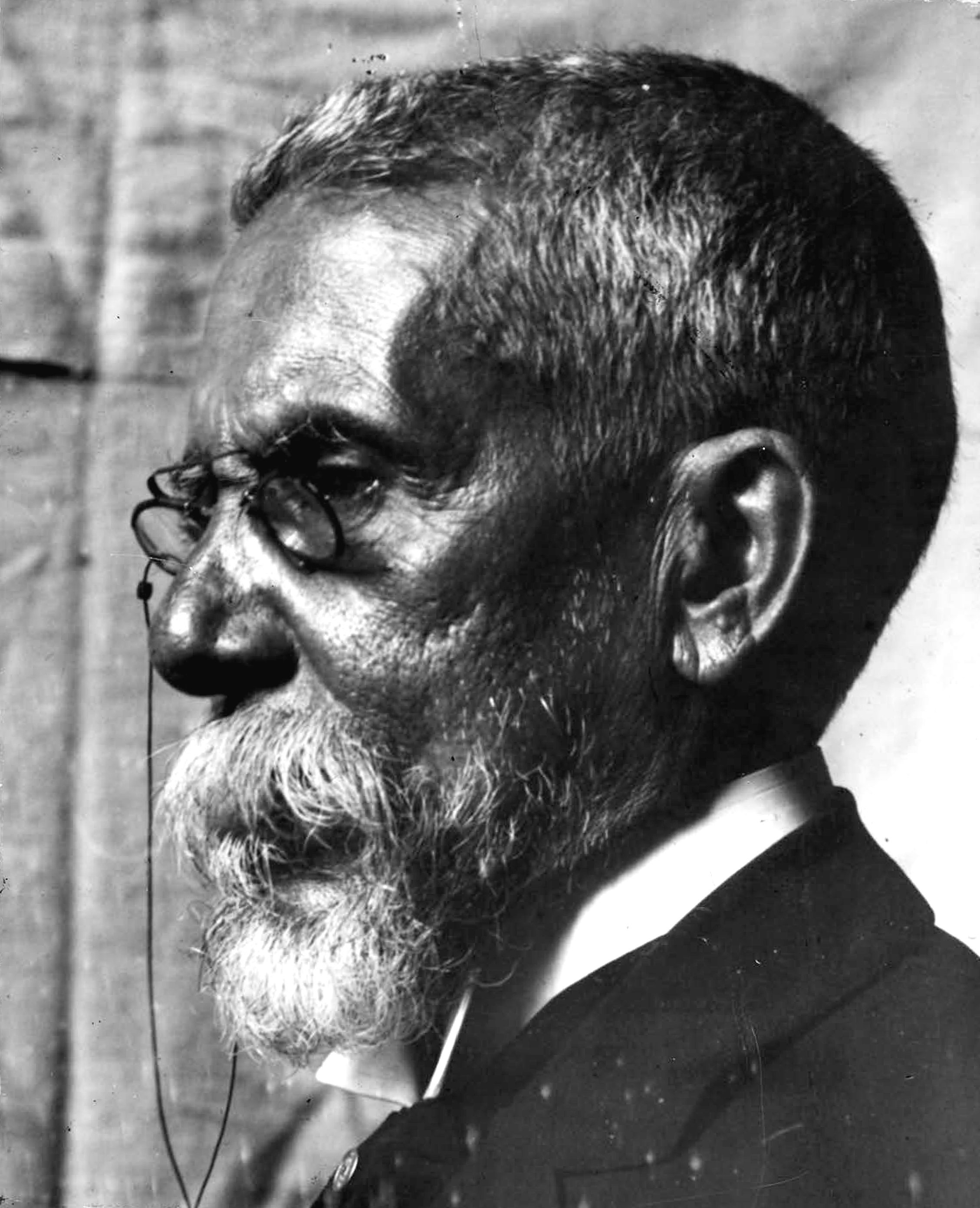
Perfil de Machado de Assis, 1904. Arquivo Nacional.

A obra machadiana constitui-se ao todo de 10 romances e 10 peças teatrais, 219 contos, 5 coletâneas de poemas e sonetos, e mais de 600 crônicas. Suas primeiras produções foram editadas por Paula Brito, e, mais tarde, por Baptiste-Louis Garnier. Garnier havia chegado ao Rio de Janeiro em 1844 de Paris e estabeleceu-se aí como uma figura notória do mercado livreiro brasileiro.
Em maio de 1869, Machado assinou um contrato com Garnier para o editor francês publicar suas obras; cada volume saía com tiragem de mil exemplares. Sabe-se que o autor recebeu 200 réis por seu primeiro livro de contos, Contos Fluminenses (1870), e por Falenas (1870), segundo livro de poemas e o primeiro impresso na França. Após seu casamento com Carolina, Machado assinou um novo contrato com Garnier, com o objetivo d'ele editar outros de seus três próximos livros: Ressurreição (1872), Histórias da meia-noite (1873), e um terceiro que nunca foi publicado. Quincas Borba (1891), ao lado de Memórias Póstumas de Brás Cubas (1881), foi publicado primeiramente em folhetim; o primeiro saiu em capítulos na revista A Estação entre os anos de 1886 e 1891 para, em 1892, ser publicado definitivamente pela Livraria Garnier. O segundo, por sua vez, de março a dezembro de 1880 na Revista Brasileira até ser editado em 1881 pela Tipografia Nacional.
A relação entre Garnier e Machado ampliou o mercado editorial da época. Enquanto um consolidava seu projeto comercial, o outro alcançava público e crítica. À época da morte de Garnier, Machado escreveu que tiveram 20 anos de relação profissional. Depois da morte do autor, a W. M. Jackson do Rio de Janeiro publicou em 1937 as primeiras Obras completas em 31 volumes. Na década de 1950, Raimundo Magalhães Júnior organizou e publicou pela Civilização Brasileira vários volumes de todos os contos machadianos. Desde então, diversas reedições de toda a sua obra têm sido realizadas.
Dos contos listados abaixo, O Alienista (†) merece particular consideração; há um debate entre os críticos, uns defendendo que o texto é um conto e outros dizendo que trata-se de uma novela ou mesmo de um romance. O texto só começou a ser publicado à parte modernamente, pois à época foi incluído na coletânea Papéis Avulsos (1882). A teoria mais aceita é que Machado escreveu um conto com características semelhantes de um romance, ou seja, uma novela.

### Obras
| Romances - Ressurreição (1872) - A mão e a luva (1874) - Helena (1876) - Iaiá Garcia (1878) - Memórias Póstumas de Brás Cubas (1881) - Casa Velha (1885) - Quincas Borba (1891) - Dom Casmurro (1899) - Esaú e Jacó (1904) - Memorial de Aires (1908) | Coletânea de Poesias - Crisálidas (1864) - Falenas (1870) - Americanas (1875) - Ocidentais (1901) - Poesias Completas (1901) | Coletânea de contos - Contos Fluminenses (1870) - Histórias da Meia-Noite (1873) - Papéis Avulsos (1882) - Histórias sem Data (1884) - Várias Histórias (1896) - Páginas Recolhidas (1899) - Relíquias de Casa Velha (1906) |

| Peças de teatro - Hoje Avental, Amanhã Luva (1860) - Desencantos (1861) - O Caminho da Porta (1863) - O Protocolo (1863) - Quase Ministro (1864) - As Forcas Caudinas (1865/1956) - Os Deuses de Casaca (1866) - Tu, só tu, puro amor (1880) - Não Consultes Médico (1896) - Lição de Botânica (1906) Traduções - Queda que as mulheres têm para os tolos, de Victor Hénaux (1861) - Suplício de uma Mulher, de Alexandre Dumas e Émile de Girardin (1865) - Os Trabalhadores do Mar, de Victor Hugo (1866) - Oliver Twist, de Charles Dickens (1870) | Contos selecionados - "A Cartomante" - "Miss Dollar" - "O Alienista" (†) - "Teoria do Medalhão" - "A Chinela Turca" - "O Segredo do Bonzo" - "Capítulo dos Chapéus" - "A Sereníssima República" - "O Espelho" - "A Causa Secreta" | Contos selecionados - "Uma Visita de Alcibíades" - "Pai contra Mãe" - "Um Homem Célebre" - "Uns Braços" - "O Enfermeiro" - "Trio em Lá Menor" - "O Caso da Vara" - "Missa do Galo" - "Almas Agradecidas" - "A Igreja do Diabo" |

### Obras póstumas
- Critica (1910)
- Outras Relíquias, contos (1921)

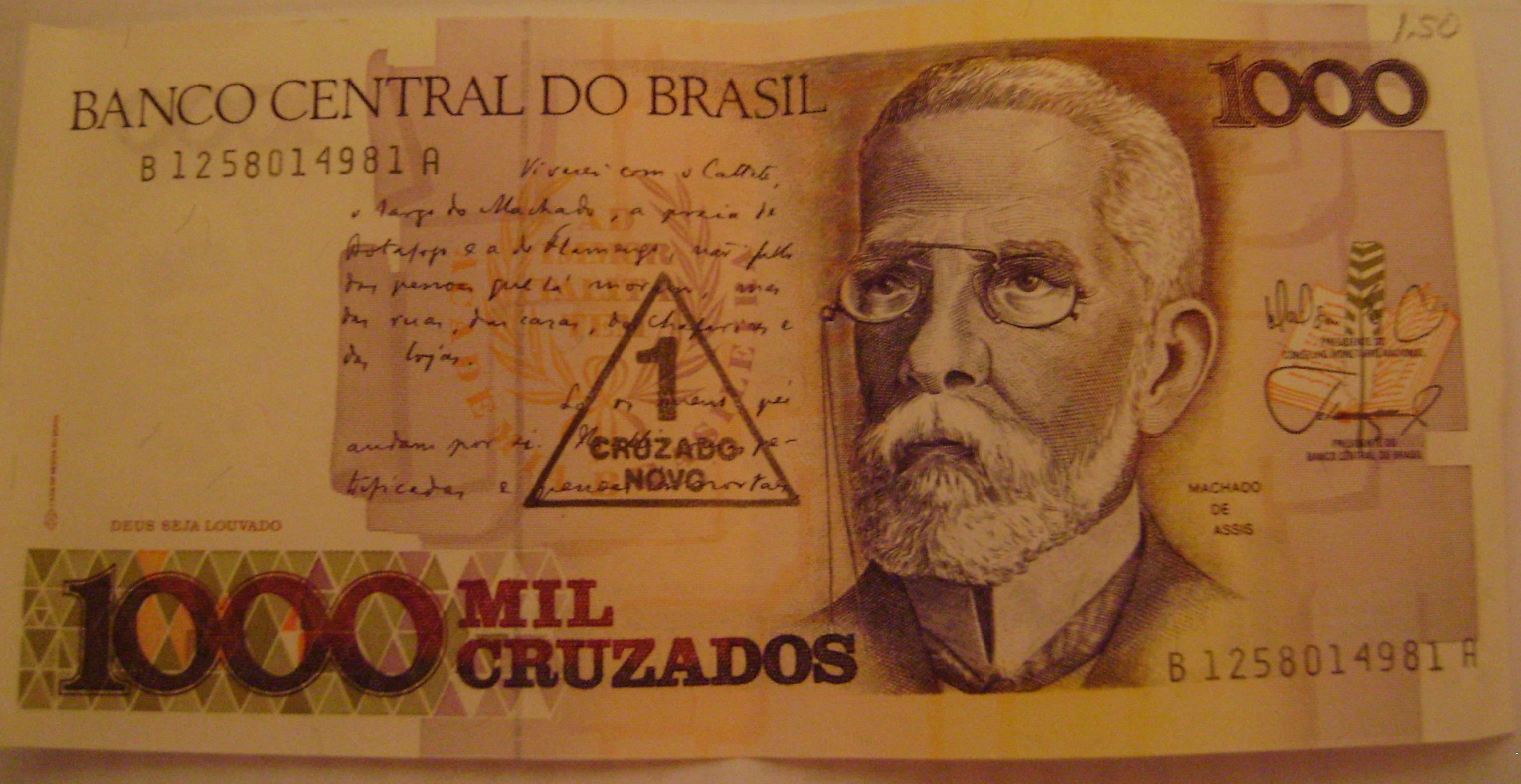
Homenagem do Banco Central em cédula de mil cruzados

- A Semana, Crônica - 3 Vol. (1914, 1937)
- Páginas Escolhidas, Contos (1921)
- Novas Relíquias, Contos (1932)
- Crônicas (1937)
- Contos Fluminenses - 2º Vol. (1937)
- Crítica Literária (1937)
- Crítica Teatral (1937)
- Histórias Românticas (1937)
- Páginas Esquecidas (1939)
- Casa Velha (1944)
- Diálogos e Reflexões de um Relojoeiro (1956)
- Crônicas de Lélio (1958)